# Heinz-Harald Frentzen
Heinz-Harald Frentzen (ur. 18 maja 1967 w Mönchengladbach) – niemiecki kierowca wyścigowy. W latach 1994–2003 uczestniczył w wyścigach Formuły 1, a jego największymi osiągnięciami w tej serii było wicemistrzostwo świata w roku 1997 i trzecie miejsce w klasyfikacji kierowców w roku 1999. Łącznie w Formule 1 wygrał 3 wyścigi.
Karierę zaczynał w kartingu, mając trzynaście lat. W wieku 18 lat rozpoczął ściganie się w zawodach samochodów jednomiejscowych, debiutując w Niemieckiej Formule Ford 2000. W 1987 roku zdobył tytuł wicemistrzowski tej serii, a rok później wygrał mistrzostwa Niemieckiej Formuły Opel Lotus. W latach 1990–1991 bez powodzenia startował w Międzynarodowej Formule 3000. W 1992 roku zadebiutował w Japońskiej Formule 3000, i uczestniczył w zawodach tej serii do roku 1993.
W Formule 1 zadebiutował w sezonie 1994 w zespole Sauber. Po śmierci Ayrtona Senny otrzymał ofertę zastąpienia go w zespole Williams, ale nie skorzystał z niej. W Sauberze ścigał się do roku 1996. Przed sezonem 1997 przeszedł do Williamsa, zastępując ówczesnego mistrza świata, Damona Hilla. Oczekiwania wobec Frentzena były spore, ale Niemiec był w konflikcie z Patrickiem Headem i w pierwszym sezonie startów w Williamsie zdołał wygrać tylko jeden wyścig. Mimo to wskutek dyskwalifikacji Michaela Schumachera za incydent w Grand Prix Europy w klasyfikacji końcowej sezonu wśród kierowców Frentzen zajął drugie miejsce. W sezonie 1998 nastąpił regres formy zespołu i Frentzen przed sezonem 1999 przeszedł do zespołu Jordan. W sezonie 1999 wygrał dwa wyścigi i miał realne szanse na zdobycie tytułu mistrza świata, a sezon ostatecznie zakończył na trzeciej pozycji w klasyfikacji kierowców i został uznany za objawienie sezonu. W sezonie 2000 wskutek dużej awaryjności samochodu zdobył tylko 11 punktów. W połowie sezonu 2001 stracił pracę w zespole Jordan, po czym przeniósł się do zespołu Prost. Rok później startował w zespole Arrows, a podczas Grand Prix Stanów Zjednoczonych wrócił do zespołu Sauber. W Sauberze ścigał się także w sezonie 2003, zdobywając podium w swoim przedostatnim wyścigu.
Pod koniec 2003 roku ogłosił zakończenie startów w Formule 1. W latach 2004–2006 ścigał się bez większych sukcesów w serii DTM samochodami Opel i Audi. W 2008 roku zadebiutował w serii Speedcar. W 2010 roku ogłosił zakończenie kariery kierowcy wyścigowego, ale mimo to w latach 2011–2012 i 2014 uczestniczył w wyścigowej serii ADAC GT Masters.

## Życiorys

### Dzieciństwo i początki kariery
Heinz-Harald Frentzen urodził się 18 maja 1967 roku w mieście Mönchengladbach w Niemczech Zachodnich. Był jedynym synem w rodzinie właściciela zakładu pogrzebowego Heinricha-Haralda Frentzena i jego żony hiszpańskiego pochodzenia, Angeli. To małżeństwo miało jeszcze dwie córki: Sylvię i Sonię.
Gdy Frentzen miał osiem lat, jego rodzice rozwiedli się. Jego ojciec później poślubił Meksykankę Arazelli, Angela natomiast wkrótce po rozwodzie powróciła do Hiszpanii. Heinrich-Harald Frentzen był później ojcem dwóch kolejnych córek: Nadine-Nicole oraz Samanthy.
W wieku 13 lat Frentzen zainteresował się braniem udziału w zawodach kartingowych. Jego starty finansował ojciec, który stał także na czele zespołu i był głównym mechanikiem. W 1981 roku Frentzen został kartingowym mistrzem Niemiec juniorów. Wtedy też po raz pierwszy spotkał się na torze z Michaelem Schumacherem. Jednakże do 1983 roku Schumacher pojawiał się tylko gościnnie, gdyż nie ukończył jeszcze 14 lat.
W 1984 roku Frentzen został wicemistrzem w kartingowej klasie 100 cm³. Dwa lata później przeniósł się do Niemieckiej Formuły Ford 2000.

### Przed Formułą 1
Heinz-Harald Frentzen zaczął ścigać się w zawodach samochodów jednomiejscowych, gdy miał 18 lat. Przez pierwsze dwa lata jeździł w Niemieckiej Formule Ford 2000 w zespole Eifelland Racing-Albert Hamper. W drugim roku startów w tej serii zdobył tytuł wicemistrzowski.
W 1988 roku Frentzen przeniósł się do Niemieckiej Formuły Opel Lotus. Ścigał się tam w zespole byłego kierowcy Formuły 1 – Jochena Massa, o nazwie Jochen Mass Junior Team. Sezon 1988 był bardzo udany dla całego zespołu – Frentzen zdobył tytuł mistrzowski, a jego kolega z zespołu Marco Werner ukończył mistrzostwa na trzeciej pozycji. Dodatkowo Frentzen przejechał kilka wyścigów w Formule EFDA GM Lotus Euroseries. W ostatnich dwóch wyścigach pokonał Mikę Häkkinena, który następnie został mistrzem tej serii. Frentzen natomiast w klasyfikacji końcowej był szósty z 56 punktami.
W roku 1989 Frentzen otrzymał wsparcie ONS (Niemieckiego Narodowego Komitetu Sportów Motorowych) i przeniósł się do Niemieckiej Formuły 3, do zespołu Team JSK Baumanagement. Zwycięzca jednego z wyścigów miał otrzymać możliwość testu samochodu Formuły 1 – w wyścigu tym wygrał Michael Schumacher, wcześniej wypychając Frentzena z toru. Frentzen zajął w klasyfikacji ogólnej Niemieckiej Formuły 3 drugie miejsce, zdobywając 163 punkty – tyle samo co Schumacher, a punkt mniej od mistrza, Karla Wendlingera, który rok wcześniej został mistrzem Austriackiej Formuły 3. Również w 1989 roku Frentzen wystartował w jednym wyścigu Brytyjskiej Formuły 3 w zespole Watson's Hong Kong Team.
Sezon 1990 Frentzen spędził w Międzynarodowej Formule 3000 w zespole Eddie Jordan Racing. Kolegą zespołowym niemieckiego kierowcy był Eddie Irvine. Irvine zajął w klasyfikacji sezonu trzecie miejsce, natomiast Frentzen był szesnasty z trzema punktami. Frentzen był za to wyżej w klasyfikacji od Karla Wendlingera. Mistrz Formuły 3000 z sezonu 1990, Érik Comas, w sezonie 1991 zadebiutował w Formule 1 w zespole Ligier. Jeszcze w 1990 roku Frentzen wziął udział Mercedesem C11 w jednym wyścigu Mistrzostw Świata Prototypów w zespole Sauber, w którym to wyścigu stanął na podium.
W 1991 roku Frentzen nadal uczestniczył w zawodach Międzynarodowej Formuły 3000 po tym, gdy przeniósł się do zespołu Vortex Motorsport. Frentzen uzyskał w całym sezonie pięć punktów. Nie mając ciekawych ofert na rok 1992, podjął rywalizację w Porsche Carrera Cup. Wziął także udział w dwóch wyścigach Mistrzostw Świata Samochodów Sportowych. W czerwcu wziął udział w wyścigu 24h Le Mans, w którym to, ścigając się w zespole Euro Racing Lolą T92/10 wraz z Charlesem Zwolsmanem seniorem i Shunjim Kasuyą zajął trzynaste miejsce w klasyfikacji generalnej. Następnie otrzymał ofertę startów w Japońskiej Formule 3000 od Team Nova, który poszukiwał zastępcy dla kontuzjowanego Volkera Weidlera, który sam polecił Frentzena zespołowi. W sezonie 1992 Japońskiej Formuły 3000 Frentzen wziął udział w trzech wyścigach, zdobył jedno podium i zakończył sezon na czternastym miejscu, uzyskawszy pięć punktów. W tym samym roku w Japońskiej Formule 3000 debiutowali Roland Ratzenberger i Tom Kristensen.
W 1993 roku Frentzen kontynuował uczestnictwo w Japońskiej Formule 3000, a jego zespołowym kolegą był Mauro Martini – ubiegłoroczny mistrz serii. W sezonie Frentzen pokonał Martiniego o jeden punkt, zdobył jedno pole position, jedno podium i dwukrotnie ustanowił najszybsze okrążenie. W sierpniu Peter Sauber zabrał Frentzena na testy w Mugello, a wkrótce później podpisał z Frentzenem kontrakt na starty w zespole Sauber-Mercedes w Formule 1 w sezonie 1994. Jeszcze w 1993 roku Frentzen testował samochód Formuły 1 Tyrrell-Mugen wyposażony w opony Bridgestone.

### Formuła 1

#### 1994
W sezonie 1994 zespół Sauber używał modeli C13 napędzanych przez silniki Mercedes. Na początku sezonu kierowcą samochodu z numerem 29 był Karl Wendlinger, a kierowcą modelu mającego numer startowy 30 był Heinz-Harald Frentzen.
W Formule 1 Frentzen zadebiutował podczas Grand Prix Brazylii 1994. W swoim pierwszym Grand Prix w kwalifikacjach był piąty, podczas gdy jego zespołowy kolega Karl Wendlinger startował z siódmego miejsca. Wyścigu jednak Frentzen nie ukończył po tym, gdy na 16 okrążeniu wypadł z toru. Bardziej udana dla niemieckiego kierowcy okazała się następna eliminacja, odbywające się po raz pierwszy w historii Formuły 1 Grand Prix Pacyfiku. W kwalifikacjach Frentzen był jedenasty, ale podczas wyścigu wielu kierowców nie dojechało do mety i Frentzen finiszował na piątym miejscu, zdobywając pierwsze dwa punkty w historii swoich startów w Formule 1. W kwalifikacjach do Grand Prix San Marino zginął bliski przyjaciel Frentzena, Roland Ratzenberger. Frentzen natomiast do wyścigu zakwalifikował się na siódmym miejscu. Na takiej samej pozycji Niemiec wyścig ten ukończył. W wyścigu tym zginął Ayrton Senna i Williams skierował do Frentzena ofertę zastąpienia Brazylijczyka, ale niemiecki kierowca odrzucił ją, tłumacząc się lojalnością wobec Petera Saubera. Z Grand Prix Monako Frentzen się wycofał, ponieważ Karl Wendlinger miał groźny wypadek w trakcie treningów. Zespół Sauber wrócił na Grand Prix Hiszpanii. Do wyścigu o to Grand Prix Frentzen zakwalifikował się na 12. miejscu, ale z wyścigu odpadł na 22 okrążeniu na skutek awarii skrzyni biegów. Przed Grand Prix Kanady nowym partnerem zespołowym Frentzena został Andrea de Cesaris. Do wyścigu tego Frentzen zakwalifikował się na 10 pozycji, ale odpadł z niego już na szóstym okrążeniu na skutek wypadku. Do Grand Prix Francji Frentzen ponownie zakwalifikował się na piątym miejscu. W wyścigu Niemiec jechał na piątej pozycji, ale na 48 okrążeniu czwartemu Häkkinenowi zepsuł się silnik, przez co Frentzen awansował na czwarte miejsce i na takim też miejscu wyścig ukończył, dzięki czemu zdobył kolejne trzy punkty. W Grand Prix Wielkiej Brytanii Frentzen zakwalifikował się na 13. miejscu. Wyścig niemiecki kierowca ukończył na ósmej pozycji, a po dyskwalifikacji Michaela Schumachera za zignorowanie kary za nieregulaminowy manewr przesunął się na siódme miejsce. Do wyścigu o Grand Prix Niemiec Frentzen startował z dziewiątego miejsca. W wyścigu już na pierwszym zakręcie miała miejsce kolizja, w której wzięło udział dziewięciu kierowców, a podczas której Frentzen uderzył w Marka Blundella, po czym wpadł w pułapkę żwirową i nie mógł kontynuować jazdy. Za winnego spowodowania kolizji uznano Mikę Häkkinena i zdyskwalifikowano go na dwa wyścigi. W Grand Prix Węgier Frentzen zakwalifikował się na ósmym miejscu. Wyścigu nie ukończył na skutek awarii skrzyni biegów na 40 okrążeniu. Z powodu awarii Frentzen nie ukończył również trzech następnych wyścigów: o Grand Prix Belgii (uszkodzeniu uległa półoś na 11 okrążeniu), Włoch (na 23 okrążeniu zepsuł się silnik Mercedesa) oraz Portugalii (awaria dyferencjału na 32 okrążeniu). Do wyścigu o Grand Prix Europy na torze Jerez Frentzen zakwalifikował się na najwyższej jak dotychczas podczas jego startów w Formule 1, czwartej pozycji. Wyścig natomiast kierowca Saubera ukończył na szóstym miejscu. Do Grand Prix Japonii Frentzen startował z jeszcze wyższej, trzeciej pozycji, ale w deszczowym wyścigu ponownie finiszował na szóstym miejscu. Do ostatniego wyścigu sezonu, o Grand Prix Australii, Frentzen startował z 10 miejsca. Wyścig ten Frentzen ukończył, zajmując siódmą lokatę.
W całym sezonie Frentzen zdobył zatem siedem punktów, dzięki czemu zajął trzynaste miejsce w klasyfikacji generalnej kierowców.

#### 1995

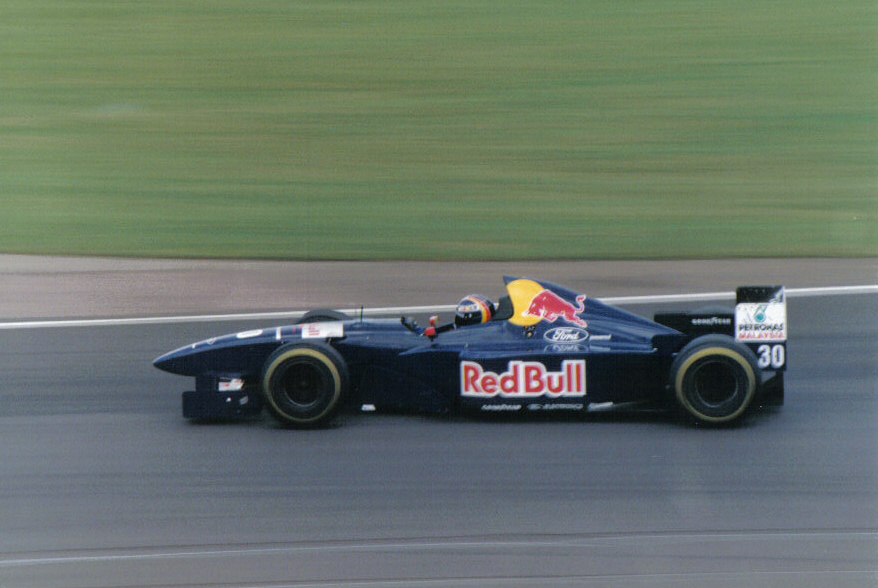
Heinz-Harald Frentzen podczas Grand Prix Wielkiej Brytanii 1995

Na sezon 1995 zespół Sauber zmienił dostawcę silników. Mercedes zaprzestał dostarczania silników szwajcarskiemu zespołowi i związał się z McLarenem, Sauber natomiast zdołał zapewnić sobie fabryczne silniki Forda – ECA Zetec-R o pojemności 3 litrów; na jednostkach Ford Zetec-R, oznaczonych EC (o pojemności 3,5 litra) w sezonie 1994 Michael Schumacher został mistrzem świata. Głównym sponsorem zespołu została ponadto firma Red Bull, której właściciel – Dietrich Mateschitz – wykupił część udziałów z zespole. Zespołowym partnerem Frentzena ponownie został Karl Wendlinger.
Do pierwszego wyścigu sezonu, o Grand Prix Brazylii, Frentzen zakwalifikował się na czternastym miejscu. Wyścigu jednak nie zdołał ukończyć z powodu awarii elektryki na 11 okrążeniu. W Grand Prix Argentyny Frentzen zakwalifikował się na dziewiątej pozycji, ale wyścig ukończył na piątym miejscu, zdobywając pierwsze punkty w sezonie. Przed Grand Prix San Marino odbywającym się na przebudowanym torze Imola dokonano znacznych zmian w samochodzie. W kwalifikacjach Frentzen był czternasty, a w wyścigu awansował na szóstą pozycję, zdobywając kolejny punkt. Kwalifikacje do Grand Prix Hiszpanii Frentzen ukończył na dwunastym miejscu, a w wyścigu był ósmy. Na Grand Prix Monako Wendlingera w zespole Sauber zastąpił Jean-Christophe Boullion. W kwalifikacjach do wyścigu Frentzen był czternasty, ale wyścig ponownie ukończył na punktowanej pozycji, finiszując szósty. Do Grand Prix Kanady Frentzen zakwalifikował się na dwunastym miejscu. Wyścigu, zakończonego pierwszym i jedynym zwycięstwem Jeana Alesiego, Niemiec z powodu awarii silnika na 27 okrążeniu nie ukończył. Do wyścigu o Grand Prix Francji Frentzen ponownie zakwalifikował się z dwunastym czasem, ale wyścig ukończył na 10. miejscu. Grand Prix Wielkiej Brytanii było kolejną eliminacją, w której w kwalifikacjach Frentzen był dwunasty. Wyścig kierowca z Mönchengladbach ukończył na punktowanym, szóstym miejscu. Do wyścigu o Grand Prix Niemiec Frentzen startował z 11 miejsca. Frentzen nie ukończył wyścigu na skutek awarii silnika (33 okrążenie), za to pierwszy raz w Formule 1 punktował Boullion, zdobywając dwa punkty za piąte miejsce. Do Grand Prix Węgier Frentzen zakwalifikował się z jedenastym czasem. Na ostatnim okrążeniu wyścigu jadący na trzeciej pozycji Rubens Barrichello miał problemy z elektryką, wskutek czego wyprzedziło go kilku kierowców – w tym Frentzen, który dzięki temu awansował na piąte miejsce. Różnica między trzecim na mecie Gerhardem Bergerem a szóstym Olivierem Panisem wynosiła 1,2 sekundy. W tym czasie zaczęły pojawiać się plotki, iż Frentzen może przejść do Williamsa (w miejsce Damona Hilla) lub McLarena (w miejsce Miki Häkkinena). Kwalifikacje do Grand Prix Belgii Heinz-Harald Frentzen ukończył na dziesiątym miejscu, ale w wyścigu był czwarty, tracąc do trzeciego Martina Brundle'a dwie sekundy. W kwalifikacjach do Grand Prix Włoch Frentzen był dziesiąty. W trakcie wyścigu przed Frentzenem znajdowali się między innymi kierowcy Jordanów – Rubens Barrichello i Eddie Irvine, ale obaj pod koniec wyścigu z powodu usterek mechanicznych musieli się wycofać. W ten sposób Frentzen awansował na trzecie miejsce i po raz pierwszy w swojej karierze stanął na podium w wyścigu Formuły 1. Było to również pierwsze podium zespołu Sauber w Formule 1. We wrześniu Frentzen podpisał kontrakt na kolejny rok z Sauberem, ucinając tym samym spekulacje, jakoby miał przejść do McLarena lub Williamsa. W kwalifikacjach do Grand Prix Portugalii Frentzen zajął najwyższą w sezonie, piątą pozycję. Wyścig ukończył jedno miejsce niżej, a jeden punkt zdobyty za szóste miejsce był ostatnim punktem Frentzena w sezonie 1995. Do wyścigu o Grand Prix Europy Frentzen startował z ósmego miejsca. Z wyścigu odpadł na osiemnastym okrążeniu po kolizji z Pedro Dinizem. W kwalifikacjach do Grand Prix Pacyfiku, który to wyścig został na skutek trzęsienia ziemi w Kobe przeniesiony z kwietnia na październik, Frentzen ponownie zajął ósme miejsce, natomiast w wyścigu był siódmy. Na Grand Prix Japonii do zespołu Sauber wrócił Karl Wendlinger. W sesjach kwalifikacyjnych do tego wyścigu Frentzen uzyskał ósmy czas i również na ósmej pozycji ukończył wyścig. W kwalifikacjach do ostatniego wyścigu sezonu – Grand Prix Australii Frentzen był szósty. Po odpadnięciu takich kierowców, jak David Coulthard, Jean Alesi, Michael Schumacher czy Gerhard Berger Frentzen awansował na drugą pozycję. Frentzen próbował zdublować Marka Blundella, ale Brytyjczyk nie chciał go przepuścić; po udanym manewrze dublowania Frentzen pokazał Blundellowi środkowy palec. Jadącemu na drugiej pozycji Niemcowi na 40 okrążeniu zepsuła się skrzynia biegów i Frentzen musiał wycofać się z wyścigu.
W sezonie 1995 Frentzen uzyskał 15 punktów i w klasyfikacji generalnej kierowców zajął dziewiąte miejsce. Sauber-Ford natomiast w klasyfikacji konstruktorów był siódmy, z 18 punktami.

#### 1996
W sezonie 1996 samochody Sauber nadal były napędzane przez silniki Forda. Wendlingera w szwajcarskim zespole zastąpił Johnny Herbert, który w sezonie 1995 wygrał Benettonem dwa wyścigi.

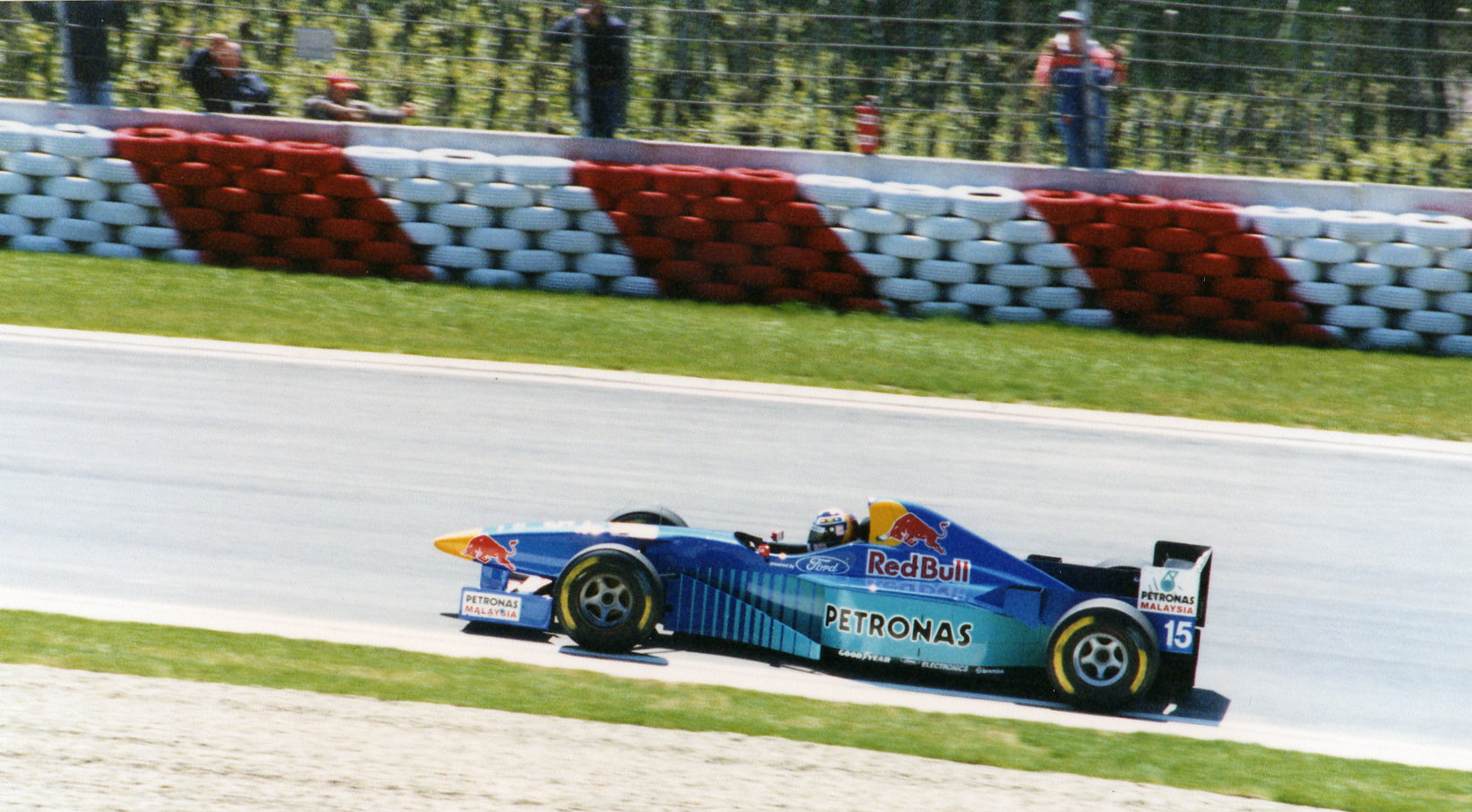
Heinz-Harald Frentzen podczas Grand Prix San Marino 1996

Pierwszym wyścigiem sezonu było Grand Prix Australii, po raz pierwszy w historii Formuły 1 odbywające się na torze Albert Park. W kwalifikacjach, odbywających się według nowego formatu (jedna godzinna sesja w sobotę zamiast dwóch sesji: w piątek i sobotę), Heinz-Harald Frentzen uzyskał dziewiąty czas. Podczas okrążenia rozgrzewkowego przed wyścigiem, w samochodzie Frentzena zepsuła się elektryka i Niemiec musiał skorzystać z zapasowego samochodu. Mimo to Frentzen ukończył wyścig na ósmym miejscu. Po tym wyścigu Frentzen zyskał przydomek „Fantastycznie Latającego”. Kwalifikacje do Grand Prix Brazylii Frentzen ukończył na dziewiątym miejscu. W wyścigu już po trzech okrążeniach jechał na szóstej pozycji. Następnie trzykrotnie z rzędu ustanowił najszybszy czas okrążenia, a na siedemnastym okrążeniu słabszym samochodem wyprzedził Michaela Schumachera, jednak przed końcem okrążenia Schumacher odzyskał pozycję. Frentzen jednak nie ukończył wyścigu, ponieważ na 37 okrążeniu zepsuł się silnik Forda. W kwalifikacjach do Grand Prix Argentyny Frentzen zajął jedenastą pozycję, co było związane z tym, iż na skutek nieudanej konstrukcji tylnego spojlera na to Grand Prix Saubery ślizgały się. Wczesną część wyścigu Frentzen spędził za jadącymi wolniej kierowcami Jordanów i McLarenów. Gdy przez krótki czas nie jechał za nimi, ustanowił szósty w wyścigu czas okrążenia. Na 33 okrążeniu po próbie wyprzedzenia Davida Coultharda z zespołu McLaren Frentzen wpadł w poślizg i wycofał się z wyścigu. Przed czwartą eliminacją sezonu, Grand Prix Europy, Ford zapowiedział, że dokonał poprawek w mającym niedostatki mocy silniku. Mimo tego Frentzen kwalifikacje ukończył na dziesiątym miejscu, a Herbert – na dwunastym. W trakcie wyścigu Frentzen jechał za Miką Häkkinenem. Po błędzie fińskiego kierowcy awansował na punktowane, szóste miejsce, ale wycofał się z wyścigu osiem okrążeń przed metą na skutek problemów z hamulcami i skrzynią biegów. Do wyścigu o Grand Prix San Marino Frentzen ponownie startował z dziesiątej pozycji, ale wyścigu słabo spisującym się Sauberem nie ukończył wskutek awarii hamulców na 33 okrążeniu. Kwalifikacje do Grand Prix Monako Frentzen ukończył na dziewiątym miejscu. W trakcie wyścigu od drugiego okrążenia Frentzen walczył o pozycję z Eddiem Irvine’em. Na osiemnastym okrążeniu Niemiec wjechał w tył samochodu Irvine'a i uszkodził spojler, ale obaj kierowcy zdołali kontynuować jazdę, chociaż Frentzen musiał zjechać na pit stop wymienić spojler. Później tak skomentował to wydarzenie:

Zawsze jest łatwo być mądrym po fakcie, ale kiedy próbowałem wyprzedzić Eddiego, to była właściwa rzecz. Próbowałem kilka razy i to była odpowiednia okazja. On „zamknął drzwi” i uszkodziłem przedni spojler.

W trakcie wymiany spojlera Frentzenowi zmieniono opony na mokre, chociaż ze względu na przesychający tor poprosił mechaników o wymianę opon na slicki. Komentatorzy Formuły 1 podkreślali, że gdyby Frentzen nie musiał zjeżdżać na wymianę spojlera bądź gdyby założono mu slicki, prawdopodobnie wygrałby wyścig. Po pit-stopie Frentzen zaczął ustanawiać najszybsze czasy okrążeń, chociaż wtedy na torze ścigało się już tylko dwunastu kierowców. Po 70 okrążeniu w wyścigu brało udział tylko czterech kierowców, a ostatnią, czwartą pozycję, zajmował Frentzen. Pod koniec przedostatniego okrążenia wyścigu Frentzen, widząc, że nie ma już szans na zajęcie trzeciego miejsca, zjechał do boksów i zakończył wyścig. Niemiec w ten sposób ukończył wyścig na czwartej pozycji i zdobył pierwsze w sezonie punkty. Do następnego wyścigu, o Grand Prix Hiszpanii, Frentzen startował z jedenastej pozycji. Podczas sesji rozgrzewkowej Frentzen rozbił samochód i musiał skorzystać z zapasowego modelu. W wyścigu Frentzen zajął czwartą pozycję, zdobywając w sezonie kolejne trzy punkty. W kwalifikacjach do Grand Prix Kanady Frentzen uzyskał dwunasty czas. W wyścigu utrzymywał się przed Davidem Coulthardem, ale na dwudziestym okrążeniu zepsuła mu się skrzynia biegów. W kwalifikacjach do Grand Prix Francji Frentzen ponownie był dwunasty. Podczas rozgrzewki w samochód Frentzena uderzył Damon Hill, wskutek czego do wyścigu Frentzen był zmuszony wystartować zapasowym samochodem. W trakcie wyścigu na 57 okrążeniu Frentzenowi zablokowała się przepustnica i wjechał w pułapkę żwirową, kończąc wyścig. Do wyścigu o Grand Prix Wielkiej Brytanii Frentzen startował z jedenastego miejsca, a sam wyścig ukończył na ósmej pozycji. W kwalifikacjach do Grand Prix Niemiec, odbywającego się na szybkim torze Hockenheimring, Frentzen był trzynasty. Niemiecki kierowca wyraził zadowolenie z tej pozycji, co było związane z tym, iż silniki Forda nie były konkurencyjne. W wyścigu Frentzen był ósmy. W kwalifikacjach do Grand Prix Węgier Frentzen był dziesiąty, ale wyścigu nie ukończył z powodu awarii elektryki na 51 okrążeniu. Do wyścigu o Grand Prix Belgii Frentzen startował z jedenastego miejsca. Podczas wyścigu na pierwszym zakręcie doszło do kolizji Panisa, Frentzena i Herberta, po której wszyscy trzej kierowcy wycofali się z wyścigu. W kwalifikacjach do Grand Prix Włoch Frentzen był trzynasty. Na jednym z okrążeń kwalifikacyjnych, na zakręcie Lesmo, Frentzen miał groźnie wyglądający wypadek. W trakcie wyścigu, na drugiej szykanie ósmego okrążenia Frentzen uderzył w barierę z opon i wycofał się z wyścigu. Kwalifikacje do Grand Prix Portugalii Niemiec ukończył na jedenastym miejscu. W wyścigu Frentzen wystartował źle, ale mimo to zdołał finiszować na siódmym miejscu. W kwalifikacjach do ostatniego wyścigu sezonu – Grand Prix Japonii Frentzen był siódmy, co stanowiło najlepszą pozycję kwalifikacyjną kierowcy Saubera w sezonie 1996. Frentzen przyznał, że nie oczekiwał tego, ale gdy tor przesychał (początek kwalifikacji odbywał się na mokrej nawierzchni), samochód spisywał się coraz lepiej. W trakcie wyścigu na pierwszym zakręcie Frentzen wyprzedził Jacques’a Villeneuve’a i awansował na piątą pozycję, jednakże pojechał zbyt szeroko i wjechał w żwir, wskutek czego wyprzedzili go obaj kierowcy Jordanów. W trakcie wyścigu Frentzen próbował wyprzedzić wolniejszego Barrichella, co się nie udawało. W pewnym momencie Frentzenowi przebiła się opona i przez to zjechał na pit-stop wcześniej niż Barrichello; gdy Barrichello zakończył swój pit-stop, wyjechał za Frentzenem. Pod koniec wyścigu walkę o szóstą pozycję z Niemcem stoczył Olivier Panis, który dwukrotnie przeciął szykanę próbując wyprzedzić Frentzena, ale później już nie podejmował ataków. Ostatecznie Frentzen zakończył wyścig na szóstym miejscu, zdobywając jeden punkt.
W całym sezonie Niemiec zdobył siedem punktów, przez co zajął dwunaste miejsce w klasyfikacji generalnej kierowców.

#### 1997

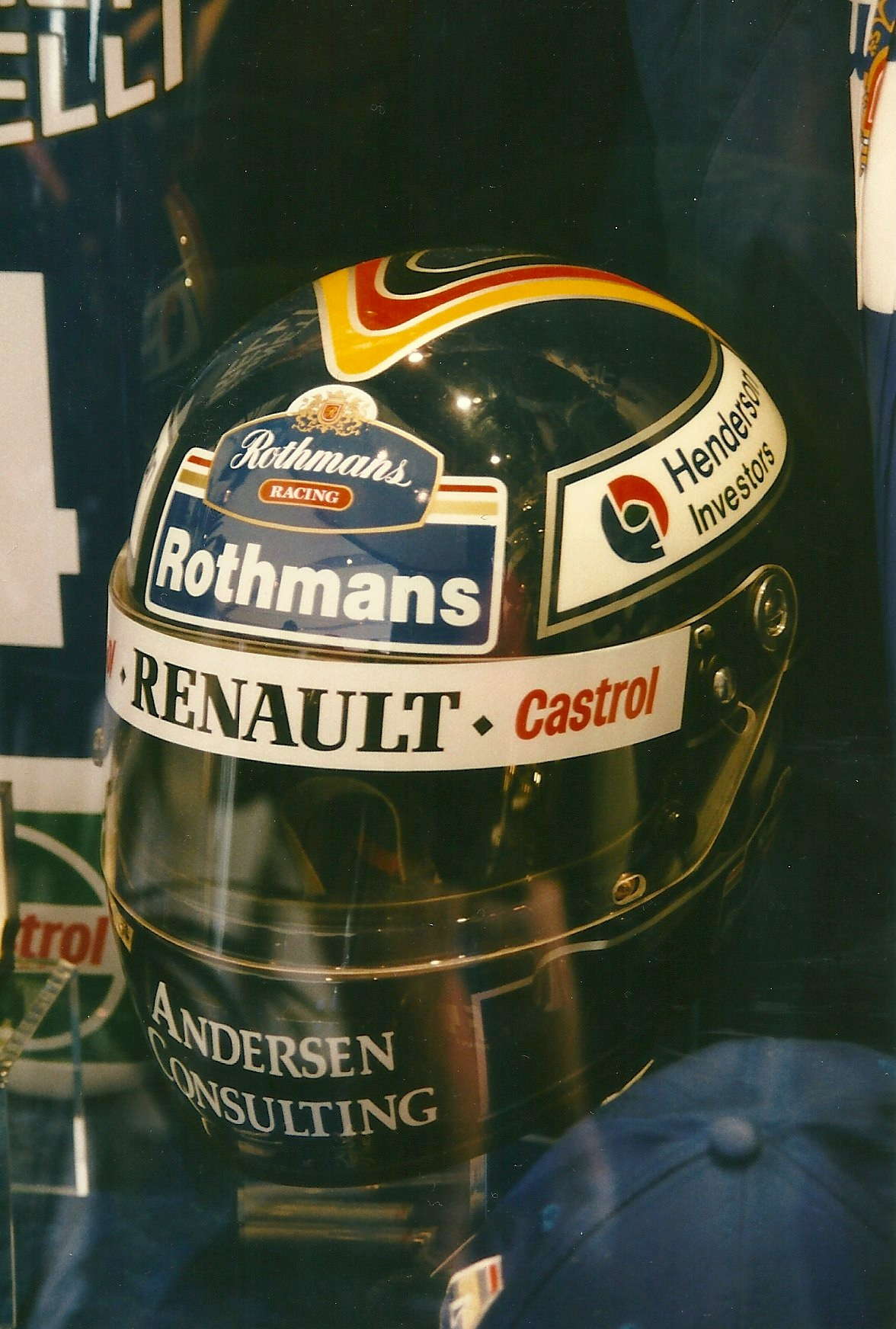
Kask Heinza-Haralda Frentzena w 1997 roku

Na sezon 1997 Frentzen przeniósł się do Williamsa, gdzie zastąpił mistrza świata, Damona Hilla, chociaż wcześniej mówiono także, iż Niemiec może przejść do McLarena lub Stewarta. Williamsy były wtedy napędzane silnikami Renault, a kolegą zespołowym niemieckiego kierowcy był Jacques Villeneuve. Przyjście Niemca do Williamsa było bezpośrednim powodem odejścia z zespołu projektanta Adriana Neweya, jako że wbrew ustaleniom z szefostwem Newey nie miał wpływu na wybór kierowcy. Tym samym Williams FW19 był ostatnim samochodem Williamsa projektu Neweya.
Oczekiwania wobec Frentzena, szczególnie w niemieckich mediach, były wysokie. Szybko okazało się jednak, że Frentzen nie może porozumieć się z dyrektorem technicznym, Patrickiem Headem, przez co czuł się wyobcowany.
W kwalifikacjach do pierwszej eliminacji sezonu – Grand Prix Australii, Frentzen był drugi, ale do zdobywcy pole position, Villeneuve’a, stracił prawie dwie sekundy. Na pierwszym okrążeniu wyścigu Eddie Irvine spowodował kolizję z Johnnym Herbertem i Jakiem Villeneuve’em, wskutek której Frentzen wyszedł na prowadzenie. Wskutek stosowania innych, szybciej zużywających się hamulców (AP) niż większość konkurentów (Brembo) Williams w przeciwieństwie do nich zdecydował się nie na jeden, a na dwa pit-stopy. Po swoim pierwszym pit-stopie Frentzen wyjechał za Davidem Coulthardem i Michaelem Schumacherem, ale wskutek pogłębiających się problemów z hamulcami nie był w stanie ich wyprzedzić. Po tym, gdy Coulthard i Schumacher zjechali na swoje pit-stopy, Frentzen objął prowadzenie, a na 40 okrążeniu zjechał na swój drugi pit-stop; po wyjeździe z boksów ponownie był trzeci. Po wyjeździe z boksów Frentzen zbliżał się do prowadzącej dwójki, ale klocki hamulcowe w Williamsie FW19 zużywały się coraz bardziej. Na pierwszej szykanie 56 okrążenia, trzy okrążenia przed metą, w samochodzie Frentzena eksplodowała tarcza hamulcowa i Frentzen wyjechał poza tor, kończąc wyścig. Niemca sklasyfikowano na ósmym miejscu. Gdy w trakcie kwalifikacji do Grand Prix Brazylii Frentzen ustanawiał swoje najszybsze okrążenie, Giancarlo Fisichella miał wypadek i wywieszono czerwoną flagę. Wskutek tego Frentzen uzyskał dopiero ósmy czas kwalifikacyjny. W wyścigu Frentzen miał słaby start, wskutek czego jechał za wolniejszymi Jordanami, Damonem Hillem i Davidem Coulthardem. Następnie dzięki dobrej strategii wyprzedził ich, ale pod koniec wyścigu miał problem ze skrzynią biegów i po wyprzedzeniu przez Fisichellę ukończył wyścig na dziewiątym miejscu. Już przed trzecią eliminacją sezonu, o Grand Prix Argentyny, pojawiły się opinie, że Frentzen nie wytrzymuje presji ze strony Villeneuve’a. Niemiec zakwalifikował się na drugiej pozycji, 0,798 sek. za zdobywcą pole position, Jakiem Villeneuve’em. W trakcie rozgrzewki przed wyścigiem w samochodzie Frentzena zepsuł się przewód paliwowy i w wyścigu Niemiec musiał skorzystać z zapasowego samochodu. Na pierwszym okrążeniu miała miejsce kolizja między Davidem Coulthardem i Michaelem Schumacherem, wskutek czego na cztery okrążenia wyjechał samochód bezpieczeństwa. Frentzen, jadący na drugim miejscu, wycofał się na siódmym okrążeniu na skutek problemów ze sprzęgłem. Do Grand Prix San Marino startował z drugiego miejsca. Na starcie wyścigu Michael Schumacher wyprzedził Frentzena. Na 24 okrążeniu do boksów zjechał Michael Schumacher, a na 27 – Frentzen. Gdy Frentzen wyjechał z boksów, znalazł się tuż przed Schumacherem. Na 41 okrążeniu Villeneuve wycofał się z powodu awarii skrzyni biegów. Frentzenowi pod koniec wyścigu znacznie zużyły się hamulce, ale zdołał utrzymać się przed Schumacherem i wygrał swój pierwszy wyścig Formuły 1. W ostatnich minutach kwalifikacji do Grand Prix Monako Frentzen ustanowił najlepszy czas i po raz pierwszy w swojej karierze wywalczył pole position. W wyścigu prowadzenie od początku objął jednak Michael Schumacher. Zła taktyka i założenie slicków na wyścig, w którym cały czas intensywnie padało spowodowało, że podczas swojego pit-stopu na 37 okrążeniu Niemiec tracił już jedno okrążenie do lidera. Na 40 okrążeniu Niemiec miał wypadek i wycofał się z wyścigu. Kwalifikacje do Grand Prix Hiszpanii Frentzen ukończył na drugiej pozycji. W wyścigu Frentzen wystartował źle i w trakcie pierwszego okrążenia spadł na szóste miejsce. Opony w samochodzie Frentzena zużywały się zbyt szybko, wskutek czego był zmuszony trzykrotnie zjeżdżać do boksów. Wyścig ukończył na ósmej pozycji, walcząc o nią z Giancarlo Fisichellą. Do Grand Prix Kanady Frentzen startował z czwartego miejsca. Na szóstym okrążeniu wyścigu został wyprzedzony przez Ralfa Schumachera, a następnie zjechał do boksów z powodu uszkodzenia opony. Ostatecznie Frentzen w wyścigu przerwanym na 55 okrążeniu z powodu wypadku Oliviera Panisa wywalczył czwartą pozycję. Kwalifikacje do Grand Prix Francji Niemiec ukończył na drugim miejscu. Na takim też miejscu ukończył wyścig. W kwalifikacjach do Grand Prix Wielkiej Brytanii 1997 Niemiec także był drugi. Przed wyścigiem, pod koniec okrążenia rozgrzewkowego, Frentzenowi zepsuł się samochód i start opóźniono. Frentzen zatem zgodnie z przepisami startował z ostatniego miejsca. Na zakręcie Becketts na pierwszym okrążeniu Frentzen zderzył się z Josem Verstappenem i wycofał się z wyścigu. Verstappen tak skomentował kolizję:

Frentzen wyprzedzał każdego. Był oczywiście szybszy ode mnie, ale gdy tylko zajechał za mnie, ostro skręcił w lewo i po prostu zniszczył mój nos. Nie mogłem w to uwierzyć. Uszkodził mi także antenę radiową, więc nie mogłem powiedzieć zespołowi, by oczekiwali mnie w boksach.

W kwalifikacjach do Grand Prix Niemiec Frentzen zajął piąte miejsce. Na pierwszym zakręcie wyścigu doszło do kolizji między Frentzenem i Irvine’em, na skutek której został uszkodzony również samochód Coultharda. Frentzen uszkodził dwa koła i przód samochodu. Niemiec zdołał wprawdzie zjechać do boksów, ale wycofał się na drugim okrążeniu z powodu uszkodzeń zawieszenia powstałych na skutek kolizji. W kwalifikacjach do Grand Prix Węgier Frentzen był szósty, ponieważ startował w nich na oponach wykonanych z twardej mieszanki. Frentzen wycofał się z wyścigu na 30 okrążeniu. Na jego ostatnim okrążeniu przed stopem centralna część łącznika do tankowania – która jest sprężyną – cofnęła się i katapultowała, na skutek czego paliwo wyciekło ze zbiornika i dostało się do tyłu samochodu (m.in. do rur wydechowych), przez co spowodowało wybuch ognia. W kwalifikacjach do Grand Prix Belgii Frentzen rozbił samochód. Zdołał jednak wywalczyć siódmą pozycję startową. Początek wyścigu odbywał się w mokrych warunkach i kierowcy rozpoczęli wyścig za samochodem bezpieczeństwa. Frentzen startował na oponach przeznaczonych na mokrą nawierzchnię, ale już na ósmym okrążeniu dokonał wymiany na slicki. Przed drugim pit-stopem (na 24 okrążeniu) był czwarty. Następnie do końca wyścigu ścigał Mikę Häkkinena i ukończył wyścig na czwartym miejscu. Häkkinen został później zdyskwalifikowany, ponieważ paliwo używane w jego samochodzie podczas sesji treningowych nie było zgodne z próbkami FIA. Wskutek tej dyskwalifikacji Frentzen w oficjalnych wynikach wyścigu znalazł się na trzecim miejscu. Do Grand Prix Włoch Frentzen startował z drugiego miejsca. W wyścigu Frentzen podążał za Jeanem Alesim, a przed Coulthardem. Na pit-stop Frentzen zjechał na 29 okrążeniu. Coulthard natomiast zjechał na pit-stop później, a po wyjeździe z niego został liderem i wygrał wyścig; drugi był Alesi, a trzeci Frentzen. Do Grand Prix Austrii Frentzen zakwalifikował się na czwartym miejscu. W wyścigu wystartował słabo i został wyprzedzony przez obu kierowców Stewarta. Później Frentzen zdołał ich wyprzedzić i wyścig ukończył na trzecim miejscu. Kwalifikacje do Grand Prix Luksemburga Frentzen ukończył z trzecim czasem. W pierwszym zakręcie wyścigu Jacques Villeneuve potrącił kołami samochód Frentzena, przez co spadł na trzynastą pozycję. W wyścigu, który ukończyło dziesięciu kierowców, Frentzen był trzeci. Do wyścigu o Grand Prix Japonii Frentzen ruszał z szóstego miejsca, ponieważ na swoim najszybszym okrążeniu kwalifikacyjnym popełnił błąd. Na starcie wyścigu Frentzen wyprzedził Gerharda Bergera i awansował na piątą pozycję. Po serii pit-stopów rywali niemiecki kierowca na krótko został liderem, a po swoim pit-stopie wyjechał na czwartej pozycji, za Irvine’em, Schumacherem i Villeneuve’em. Irvine pozwolił się wyprzedzić Schumacherowi, a następnie blokował Villeneuve’a. Irvine zjechał do boksów na 32 okrążeniu, a Frentzen na 37, dzięki czemu po wyjeździe z pit-stopu znalazł się przed Irvine’em. Ostatecznie Frentzen ukończył wyścig na drugim miejscu, co zapewniło Williamsowi tytuł mistrza świata w klasyfikacji konstruktorów. W kwalifikacjach do Grand Prix Europy Villeneuve, Schumacher i Frentzen ustanowili dokładnie taki sam czas (1:21.072), ale według regulaminu w takich sytuacjach o kolejności startowej decyduje kolejność w klasyfikacji kierowców, tak więc Frentzen startował z trzeciej pozycji. W trakcie wyścigu na starcie Frentzen wyprzedził Villeneuve’a, ale na ósmym okrążeniu oddał Kanadyjczykowi pozycję. Gdy Schumacher i Villeneuve zjechali do boksów, Frentzen objął prowadzenie w wyścigu. Jednakże po pit-stopach Frentzena, Coultharda i Häkkinena Niemiec spadł za kierowców McLarenów. W trakcie wyścigu Schumacher spowodował kolizję z Villeneuve’em, wskutek której wycofał się, a Villeneuve’owi uszkodził się samochód. Za ten manewr Schumacherowi odebrano wszystkie punkty w sezonie 1997. Frentzen jadąc natknął się na wracającego na tor po incydencie z Schumacherem Villeneuve’a i próbując uniknąć kolizji z nim, wyjechał poza tor i musiał zjechać na nieplanowany pit-stop, dlatego też wyścig ukończył na szóstej pozycji.
Ogółem w sezonie 1997 Frentzen zdobył 42 punkty i został wicemistrzem świata.

#### 1998
Na sezon 1998 Williams utrzymał skład kierowców z sezonu 1997. Dostawcą silników została firma Mecachrome, która w rzeczywistości dostarczała stare silniki Renault. Jednakże Williams FW20 był pierwszym od 1989 roku samochodem Williamsa skonstruowanym bez udziału Adriana Neweya.

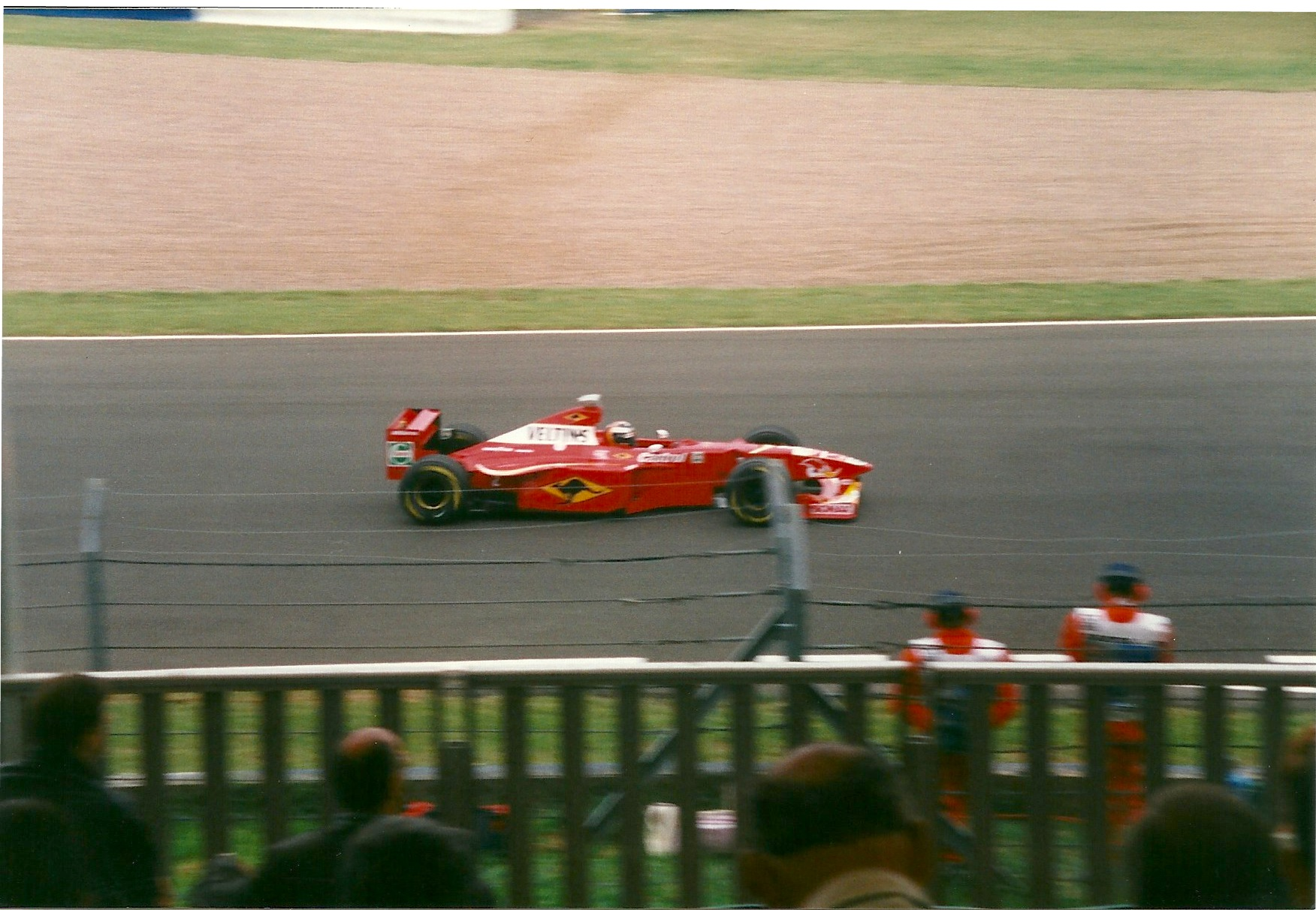
Heinz-Harald Frentzen podczas Grand Prix Wielkiej Brytanii 1998

W kwalifikacjach do Grand Prix Australii Frentzen uplasował się na szóstej pozycji. W trakcie wyścigu został wyprzedzony przez Giancarlo Fisichellę, ale dzięki lepszej taktyce po wyjeździe z boksów znalazł się przed Fisichellą. Fisichella następnie wyprzedził Frentzena, ale na 44 okrążeniu wycofał się z powodu uszkodzenia tylnego spojlera, dzięki czemu Frentzen awansował na trzecie miejsce i taką też pozycję zajął w wyścigu. Do następnego wyścigu, Grand Prix Brazylii, Niemiec startował z trzeciego miejsca. W wyścigu Frentzena pomimo złego startu naciskał Michael Schumacher. Obaj kierowcy zjeżdżali dwukrotnie do boksów, ale mechanicy Ferrari spisywali się lepiej, dzięki czemu Schumacher wyprzedził Frentzena. Frentzen ukończył wyścig na piątym miejscu, wyprzedzony jeszcze przez Alexandra Wurza, który zjechał na pit-stop tylko raz. Do Grand Prix Argentyny Frentzen zakwalifikował się na szóstym miejscu, a w wyścigu był dziewiąty. W Grand Prix San Marino Frentzen startował z dziewiątego miejsca, a wyścig ukończył na piątej pozycji. Do następnego wyścigu, o Grand Prix Hiszpanii, Frentzen startował z trzynastego pola, a wyścig ukończył na ósmym miejscu. W kwalifikacjach do Grand Prix Monako Frentzen był piąty. Na starcie wyprzedził go jednak Alexander Wurz, a na 10 okrążeniu po kolizji z Irvine’em Frentzen wycofał się z wyścigu. Do Grand Prix Kanady Frentzen zakwalifikował się na siódmym miejscu. Na 21 okrążeniu odpadł z wyścigu, ponieważ wyjeżdżający z boksów Michael Schumacher wypchnął go z toru. Między Grand Prix Kanady i Grand Prix Francji odbyły się śródsezonowe testy; w trakcie jednego z nich Frentzen miał groźnie wyglądający wypadek. W kwalifikacjach do Grand Prix Francji Frentzen był ósmy. Na 69 okrążeniu miał wypadek i w wyścigu został sklasyfikowany na piętnastej pozycji. Do wyścigu o Grand Prix Wielkiej Brytanii Frentzen startował z szóstego miejsca. Na szesnastym okrążeniu Niemiec miał wypadek i nie ukończył wyścigu. W kwalifikacjach do Grand Prix Austrii Frentzen zajął siódme miejsce. Na siedemnastym okrążeniu wyścigu Frentzen wycofał się z powodu awarii silnika. Do wyścigu o Grand Prix Niemiec Frentzen startował z dziesiątego miejsca, a wyścig ukończył miejsce wyżej. W kwalifikacjach do Grand Prix Węgier Frentzen był siódmy, a wyścig ukończył na piątym miejscu. Wkrótce po wyścigu Frentzen trafił do szpitala w Wiedniu, gdzie spędził kilka dni z powodu zatrucia pokarmowego. Do Grand Prix Belgii Frentzen zakwalifikował się na dziewiątej pozycji. Na starcie deszczowego wyścigu doszło do karambolu z udziałem 13 samochodów, a wyścig ukończyło ośmiu kierowców. W tych okolicznościach Frentzen dojechał na metę jako czwarty. W kwalifikacjach do Grand Prix Włoch niemiecki kierowca był dwunasty, a w wyścigu – siódmy. W kwalifikacjach do Grand Prix Luksemburga Frentzen był siódmy. Pod koniec wyścigu walczył o czwarte miejsce z Eddiem Irvine’em, ale nie zdołał wyprzedzić kierowcy Ferrari i ukończył wyścig na piątym miejscu. W kwalifikacjach do ostatniego wyścigu sezonu – Grand Prix Japonii – Frentzen był piąty. Na ostatnim zakręcie wyścigu Damon Hill wyprzedził Frentzena, przez co Niemiec także w wyścigu zajął piątą pozycję.
W klasyfikacji generalnej kierowców sezonu 1998 Frentzen był siódmy, uzyskawszy 17 punktów.

#### 1999

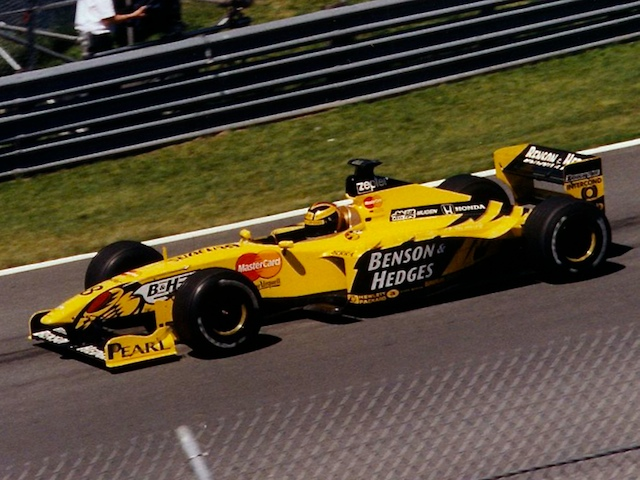
Heinz-Harald Frentzen podczas Grand Prix Kanady 1999

Po sezonie 1998 Williams zrezygnował z usług Frentzena, po czym mówiło się, że Niemiec wróci do Saubera. Jednakże niemieckim kierowcą zainteresował się Eddie Jordan, wskutek czego Frentzen przeszedł do zespołu Jordan Grand Prix. Samochód zespołu na sezon 1999, Jordan 199, był napędzany przez silniki Mugen Honda, a partnerem zespołowym Frentzena był Damon Hill.
Do pierwszego wyścigu sezonu, o Grand Prix Australii, Frentzen zakwalifikował się z piątym czasem. Podczas okrążenia rozgrzewkowego w samochodach Michaela Schumachera i Rubensa Barrichella zgasły silniki i kierowcy ci musieli startować z ostatniego rzędu, wskutek czego Frentzen startował z trzeciego miejsca. Przed pierwszym zakrętem Eddie Irvine wyprzedził Frentzena, wskutek czego niemiecki kierowca spadł na czwarte miejsce. W trakcie wyścigu odpadli poprzedzający Irvine'a i Frentzena kierowcy McLarenów, wskutek czego Irvine awansował na pierwszą, a Frentzen na drugą pozycję, i na takich też miejscach kierowcy ci ukończyli wyścig. W kwalifikacjach do Grand Prix Brazylii Frentzen uzyskał ósmy czas. Frentzen zdołał jednak dojechać do mety na trzecim miejscu, ponieważ zjeżdżał do boksów tylko raz, podczas gdy niektórzy konkurenci – dwa razy. Do Grand Prix San Marino Frentzen zakwalifikował się na siódmym miejscu. W trakcie 46 okrążenia w samochodzie Eddiego Irvine'a zepsuł się silnik i wyciekł olej. Na plamę oleju najechał jadący na czwartym miejscu Heinz-Harald Frentzen, wpadł w poślizg i rozbił samochód, kończąc wyścig. Kolejną eliminacją sezonu było Grand Prix Monako, a Frentzen w kwalifikacjach do wyścigu o to Grand Prix zajął szóstą pozycję. Przez długi czas w wyścigu Niemiec jechał za Rubensem Barrichellem, ale na swój pit-stop Frentzen zjechał kilka okrążeń po Barrichellu, dzięki czemu po wyjeździe z niego znalazł się przed Brazylijczykiem. Później Barrichello odpadł z wyścigu, a Frentzen ukończył go na czwartym miejscu. Do Grand Prix Hiszpanii Frentzen startował z ósmego miejsca. Z wyścigu Niemiec, jadąc wówczas na ósmej pozycji, wycofał się na 36 okrążeniu wskutek uszkodzenia półosi. W kwalifikacjach do Grand Prix Kanady Frentzen zajął szóste miejsce. Na starcie wyścigu wyprzedził go Giancarlo Fisichella. Po odpadnięciu Rubensa Barrichella i Michaela Schumachera oraz spadnięciu na dalszą pozycję Davida Coultharda Frentzen jechał na trzeciej pozycji, za Fisichellą. Fisichella próbując zdublować walczących o pozycję Oliviera Panisa i Marka Gené źle wjechał w zakręt, co wykorzystał Frentzen i wyprzedził Włocha. Na 66 okrążeniu uszkodzeniu uległy hamulce w samochodzie Niemca, przez co miał wypadek i wycofał się z wyścigu. Na skutek tego wypadku w następnej eliminacji sezonu, Grand Prix Francji, Frentzen jechał ze złamaną nogą, nie wiedząc o tym. W deszczowych kwalifikacjach do Grand Prix Francji Frentzen był piąty. Na pierwszym okrążeniu Frentzen wyprzedził startującego z trzeciej pozycji Oliviera Panisa i awansował na czwarte miejsce. Na piętnastym okrążeniu Niemiec został wyprzedzony przez Mikę Häkkinena. Kilka okrążeń później zaczął padać deszcz i kierowcy zaczęli zmieniać opony na deszczowe. Na 38 okrążeniu Häkkinen popełnił błąd i spadł na siódme miejsce, ale okrążenie później Michael Schumacher wyprzedził Frentzena, który wskutek tego ponownie jechał na trzecim miejscu. Po pit-stopie Schumachera Frentzen awansował na drugą pozycję, ale po wyprzedzeniu przez Häkkinena na 57 okrążeniu spadł na trzecie miejsce. Na osiem okrążeń przed końcem Häkkinen i Barrichello zjechali na drugi pit-stop, Frentzen natomiast nie musiał zjeżdżać z uwagi na to, że podczas swojego pit-stopu zatankowano mu więcej paliwa; dzięki tej taktyce wygrał wyścig. Na konferencji prasowej po wyścigu Niemiec o taktyce jednego pit-stopu powiedział:

To nie była decyzja, którą podjąłem w tamtym momencie. Wjechałem do boksów, ponieważ nagle zaczęło dosyć mocno padać i każdy próbował zrobić to jak najbezpieczniej. Ale potem zauważyłem, że tankowanie zajęło chłopakom dużo czasu, a kiedy wyjechałem, od razu wiedziałem, że samochód był bardzo ciężki. Zastanawiałem się, jak utrzymam samochód na drodze z takim aquaplaningiem. Dosyć dużo cierpiałem i zauważyłem, że chłopaki wokół mnie muszą mieć mniej paliwa, ponieważ początkowo oddalali się ode mnie dosyć szybko. Ale na szczęście potem wyjechał samochód bezpieczeństwa i miałem czas na kilka rozmów z boksami przez radio. Rozmawialiśmy o strategii i dlaczego byłem tak ciężki od paliwa. Było jeszcze dosyć ciasno i nawet musiałem na pewnym etapie oszczędzać paliwo, by upewnić się, że dojedziemy do końca bez drugiego pit-stopu. Ale mieliśmy dobrą łączność radiową i wszystko działało dobrze.

W kwalifikacjach do Grand Prix Wielkiej Brytanii Frentzen był piąty, a w wyścigu po walce z Ralfem Schumacherem zajął czwarte miejsce. Kwalifikacje do Grand Prix Austrii Niemiec ukończył na czwartym miejscu. Na starcie wyścigu został wyprzedzony przez Rubensa Barrichella. Barrichello odpadł jednak z wyścigu na 56 okrążeniu, dzięki czemu Frentzen zajął w wyścigu czwartą pozycję. Do Grand Prix Niemiec Frentzen startował z drugiego miejsca. Po trzecim okrążeniu Frentzen jechał na piątej pozycji, a poprzedzali go Häkkinen, Coulthard, Salo i Barrichello. Po uszkodzeniu samochodu przez Coultharda i odpadnięciu Barrichella Frentzen awansował na trzecie miejsce. Frentzen zjechał na pit-stop na 20 okrążeniu, a jadący tuż za nim Eddie Irvine okrążenie później, przez co zdołał wyjechać z boksów przed Frentzenem. Na 26 okrążeniu Häkkinenowi pękła opona, dzięki czemu Frentzen dojechał do mety na trzeciej pozycji. W kwalifikacjach Grand Prix Węgier Frentzen był piąty. Na starcie wyścigu Niemiec wyprzedził Davida Coultharda. Frentzen na swój pierwszy pit-stop zjechał na 29 okrążeniu, a Coulthard – trzy okrążenia później, przez co wyjechał z boksów przed Frentzenem. Ostatecznie Frentzen ukończył wyścig na czwartym miejscu. Do Grand Prix Belgii Frentzen startował z trzeciego miejsca. Na takiej też pozycji niemiecki kierowca ukończył wyścig. W kwalifikacjach do Grand Prix Włoch Frentzen był drugi. Na starcie wyścigu Frentzen został wyprzedzony przez Alessandro Zanardiego i spadł na trzecie miejsce, jednakże wkrótce potem zdołał wyprzedzić Włocha i podążał za Miką Häkkinenem. Po przejechaniu połowy dystansu wyścigu Häkkinen wpadł w poślizg i się wycofał, przez co prowadzenie w wyścigu objął Frentzen. Niemiec pozycję tę utrzymał także po swoim pit-stopie na 35 okrążeniu, kiedy to wyjechał przed Ralfem Schumacherem i wygrał drugi w sezonie wyścig. Po tym wyścigu Frentzen zaczął być rozważany jako jeden z kandydatów do tytułu mistrza świata. Przed Grand Prix Europy Frentzen powiedział, że chciałby w kwalifikacjach do tego wyścigu wystartować z drugiego rzędu. Tymczasem kwalifikacje Niemiec ukończył na pierwszym miejscu, uzyskując drugie w karierze pole position. Po starcie wyścigu Frentzen utrzymał prowadzenie. W trakcie wyścigu zaczął padać deszcz i wtedy Frentzen zaczął zyskiwać dużą przewagę nad pozostałymi kierowcami. Na 32 okrążeniu Frentzen zjechał na pit-stop. Tuż po wyjeździe z boksów zatrzymał się na torze i wycofał z wyścigu. Przyczyną niemożności kontynuowania jazdy było zgaśnięcie silnika poprzez przypadkowe wciśnięcie przez Niemca przycisku w kierownicy odpowiadającego za tę funkcję. Do debiutującego w kalendarzu Grand Prix Malezji Frentzen zakwalifikował się na czternastym miejscu. Wyścig Niemiec ukończył na szóstej pozycji. Do ostatniego wyścigu sezonu, o Grand Prix Japonii, Frentzen startował z czwartej pozycji. Na starcie wyścigu Frentzena wyprzedził Olivier Panis. Jednakże na 20 okrążeniu Francuzowi zepsuł się samochód, a Frentzen nie zyskał żadnej pozycji w stosunku do kwalifikacji i ukończył wyścig na czwartym miejscu.
W klasyfikacji generalnej kierowców Frentzen był trzeci z 54 punktami, podczas gdy zespołowy kolega Frentzena, Damon Hill, był dwunasty z 7 punktami. Występy Frentzena były uznawane przez dziennikarzy sportowych za największą sensację sezonu.

#### 2000

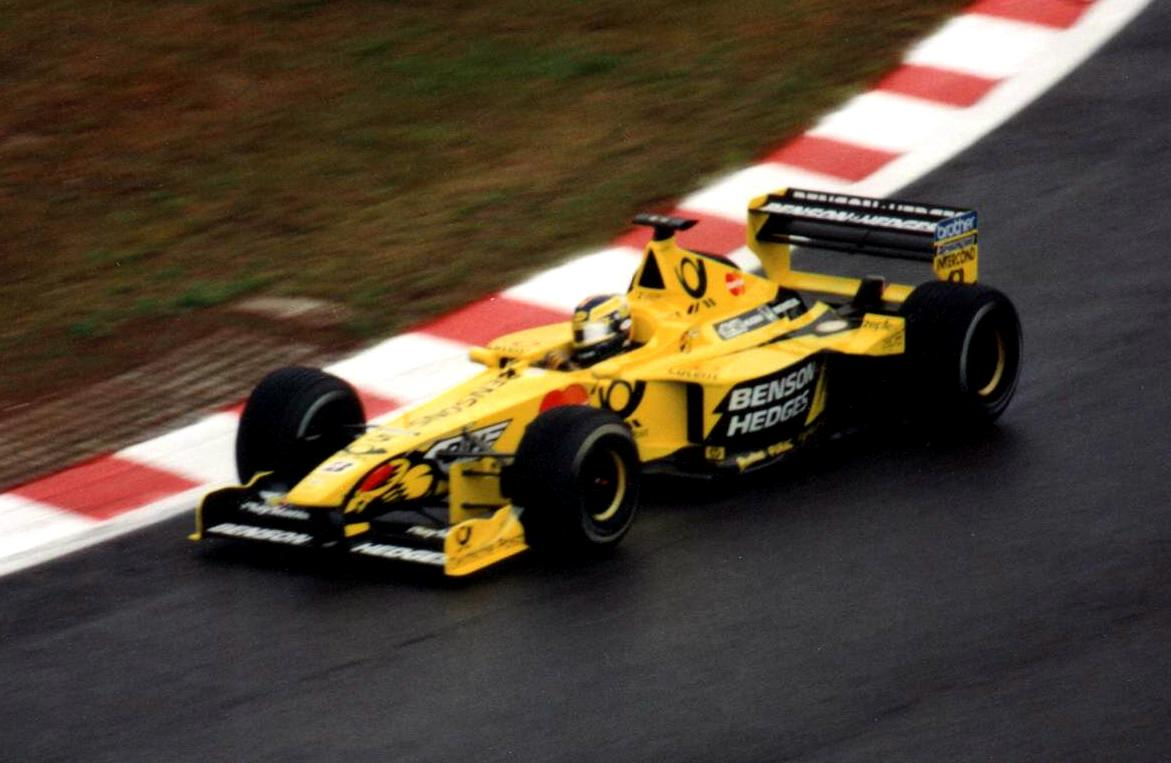
Heinz-Harald Frentzen podczas Grand Prix Belgii 2000

Po występach Niemca w sezonie 1999 był on uznawany za jednego z faworytów do tytułu w sezonie 2000. Modelem zespołu na sezon 2000 był Jordan EJ10, a samochody Jordan nadal były napędzane przez silniki Mugen Honda. Kończącego karierę kierowcy Formuły 1 Damona Hilla w zespole Jordan zastąpił Jarno Trulli. Frentzen mówił przed sezonem, że oczekuje dobrych wyników.
Pierwszą eliminacją sezonu było Grand Prix Australii. Frentzen w kwalifikacjach zajął piąte miejsce, chociaż nie był zadowolony z faktu, iż nie pokonał kierowców Ferrari i przyznał, że gdyby nie spory ruch pod koniec kwalifikacji, ustanowiłby lepszy czas. Na starcie Niemiec wyprzedził Rubensa Barrichella i awansował na czwarte miejsce. W trakcie wyścigu z powodu awarii silników wycofali się kierowcy McLarenów (David Coulthard na 12, a Mika Häkkinen na 19 okrążeniu), dzięki czemu Frentzen awansował na drugie miejsce. Po zjechaniu na pit-stop Michaela Schumachera Frentzen objął prowadzenie w wyścigu. Na 36 okrążeniu Niemiec zjechał na pit-stop, który jednak ze względu na problemy z pompą paliwową trwał ponad 23 sekundy. Na 40 okrążeniu Frentzen wycofał się z wyścigu, ponieważ w jego samochodzie działał tylko jeden bieg. Do Grand Prix Brazylii Frentzen startował z siódmej pozycji, ponownie wyrażając jednocześnie niezadowolenie z powodu niemożności pokonania kierowców Ferrari. Wyścig Frentzen ukończył na czwartej pozycji dzięki taktyce jednego pit-stopu, a po zdyskwalifikowaniu Davida Coultharda za nieregulaminowy przedni spojler został sklasyfikowany na trzecim miejscu. W kwalifikacjach do Grand Prix San Marino Niemiec był szósty. W wyścigu Frentzen wystartował słabo, a na piątym okrążeniu wycofał się z powodu awarii skrzyni biegów. Do wyścigu o Grand Prix Wielkiej Brytanii Frentzen startował z drugiego miejsca. Na starcie wyścigu Frentzen utrzymał swoją pozycję. Na 24 okrążeniu Frentzen zjechał na pit-stop. Po wypadnięciu Barrichella na 36 okrążeniu i pit-stopie Michaela Schumachera dwa okrążenia później Frentzen objął prowadzenie w wyścigu. Na 41 okrążeniu Niemiec zjechał na swój drugi pit-stop, a po pit-stopach kierowców Williamsów znalazł się na czwartej pozycji. 51 okrążenie Frentzen przejechał około siedem sekund wolniej niż zwykle. Na 55 okrążeniu wycofał się z powodu awarii skrzyni biegów i w wyścigu został sklasyfikowany na 17. miejscu. Kwalifikacje do Grand Prix Hiszpanii niemiecki kierowca ukończył na ósmym miejscu. Dzięki odpadnięciu z wyścigu Jensona Buttona w końcowej jego fazie Frentzen ukończył Grand Prix Hiszpanii na szóstym miejscu. Do Grand Prix Europy Niemiec zakwalifikował się na dziesiątej pozycji. Z wyścigu wycofał się jednak już na trzecim okrążeniu z powodu awarii silnika. Do wyścigu o Grand Prix Monako Niemiec startował z czwartego miejsca. Na starcie wyścigu Frentzen został wyprzedzony przez Häkkinena, ale na skutek wypadku Pedro de la Rosy na zakręcie Loews wznowiono start. Gdy powtórzono start, Frentzen utrzymał czwartą pozycję. Po odpadnięciu Michaela Schumachera i Jarno Trullego niemiecki kierowca awansował na drugą pozycję i utrzymał ją po swoim pit-stopie na 53 okrążeniu. Na 71 okrążeniu na zakręcie Ste Devote jadący na drugim miejscu Frentzen miał wypadek i wycofał się z wyścigu. Po wyścigu powiedział:

To był mój błąd. Za mocno naciskałem i wyleciałem. Nie ma niczego innego co mógłbym powiedzieć albo czegoś co mógłbym dodać.

W kwalifikacjach do Grand Prix Kanady Frentzen był piąty. Po drugim okrążeniu wyścigu był siódmy, a na 33 okrążeniu wycofał się z powodu problemów z hamulcami. W kwalifikacjach do Grand Prix Francji Frentzen uzyskał ósmy czas. Po starcie wyścigu wyprzedził Ralfa Schumachera i Eddiego Irvine'a i awansował na szóste miejsce. Na 22 okrążeniu Frentzen odbył pit-stop, a trzy okrążenia później został wyprzedzony przez Jarno Trullego. Na 41 okrążeniu Frentzen zjechał na drugi pit-stop. Po swoim pit-stopie Ralf Schumacher wyjechał przed Frentzenem, który wtedy znajdował się na ósmej pozycji. Po wycofaniu się Michaela Schumachera Frentzen awansował na siódme miejsce i na takiej też pozycji ukończył wyścig. W kwalifikacjach do Grand Prix Austrii Frentzen ścigał się samochodem z oponami wykonanymi z twardej mieszanki, ponieważ na oponach wykonanych z miękkiej mieszanki jego samochód prowadził się źle; było to przyczyną tego, że wywalczył dopiero piętnasty czas. Po dwóch kolizjach na starcie wyjechał samochód bezpieczeństwa, a Frentzen awansował na ósme miejsce. Na piątym okrążeniu Frentzen był już piąty, ale pod koniec tego okrążenia wycofał się z powodu wycieków oleju. Czas Heinza-Haralda Frentzena z początku deszczowych kwalifikacji do Grand Prix Niemiec został anulowany, ponieważ Niemiec ominął pierwszą szykanę i wyprzedził kierowców, którzy jechali przed nim. Ostatecznie Frentzen startował do wyścigu z 17 miejsca, chociaż nie zgadzał się z decyzją sędziów. Po starcie Barrichello wyprzedził Frentzena, który pierwsze okrążenie ukończył jako szesnasty. Jednakże po 14 okrążeniach Niemiec był szósty i taką też pozycję utrzymał po swoim pit-stopie. Następnie Frentzen znalazł się przed Coulthardem, który obrał złą taktykę. Na 34 okrążeniu Coulthard wyprzedził jednak kierowcę Jordana. Pod koniec wyścigu zaczęło padać i niektórzy kierowcy postanowili zmienić opony na deszczowe, ale nie zrobił tego między innymi Frentzen. Po zjeździe do boksów Coultharda Frentzen awansował na drugie miejsce, które stracił dwa okrążenia później na rzecz Miki Häkkinena. Na 40 okrążeniu w samochodzie Frentzena zepsuła się skrzynia biegów i nie ukończył on wyścigu. Do Grand Prix Węgier Frentzen startował z szóstego miejsca i na takiej też pozycji ukończył wyścig. W kwalifikacjach do wyścigu o Grand Prix Belgii Frentzen był ósmy. W wyścigu natomiast był szósty. Kwalifikacje do Grand Prix Włoch Niemiec zakończył z ósmym czasem. W wyścigu, przed drugą szykaną pierwszego okrążenia Frentzen za późno zaczął hamować, skutek czego uderzył w samochód Jarno Trullego, a także zahaczył o samochody Rubensa Barrichella i Davida Coultharda; w tym karambolu wziął udział jeszcze Pedro de la Rosa. Na skutek tego karambolu zginął członek obsługi toru, Paolo Ghislimberti, który został raniony odłamkami samochodów i dostał ataku serca. W kwalifikacjach do Grand Prix Stanów Zjednoczonych Niemiec zajął siódme miejsce. Po starcie wyścigu spadł jednak na dziewiąte miejsce. Mokry początkowo tor zaczął przesychać i niektórzy kierowcy zjechali do boksów wymienić opony na nowe, przeznaczone na suchą nawierzchnię – wskutek tego Frentzen awansował na drugie miejsce. Na 14 okrążeniu Frentzen zjechał na pit-stop, a po jego odbyciu spadł na trzecie miejsce. Jedno okrążenie później kierowca Jordana został jednak wyprzedzony przez Ralfa Schumachera. Po odpadnięciu Miki Häkkinena i Ralfa Schumachera Frentzen jechał na drugiej pozycji, a tuż za nim podążał Rubens Barrichello. Barrichello zjechał na swój drugi pit-stop później niż Frentzen i po wyjeździe z boksów utrzymał drugą pozycję. Ostatecznie Frentzen ukońćzył wyścig na trzecim miejscu. Do Grand Prix Japonii Frentzen startował z ósmego miejsca. Na początku wyścigu Niemiec spadł na 11. miejsce. Na 30 okrążeniu Frentzen wycofał się z wyścigu z powodu awarii skrzyni biegów. W kwalifikacjach do ostatniego wyścigu sezonu 2000 – Grand Prix Malezji, Frentzen uplasował się na 10. miejscu. Na siódmym okrążeniu Frentzen zjechał do boksów na wymianę opon. Okrążenie później ponownie zjechał do boksów i wycofał się wskutek problemów z elektryką.
Frentzen zajął w ogólnej klasyfikacji sezonu dziewiąte miejsce, zdobywszy 11 punktów, zespół Jordan natomiast w klasyfikacji konstruktorów był szósty. Te wyniki były uznawane przez ekspertów Formuły 1 za bardzo niezadowalające w porównaniu do sezonu 1999; wskazywano także na regres zespołu Jordan. Frentzen wskazywał, że główną przyczyną takiego stanu rzeczy była wysoka zawodność samochodów, wyrażał również nadzieję na lepsze wyniki w sezonie 2001.

#### 2001

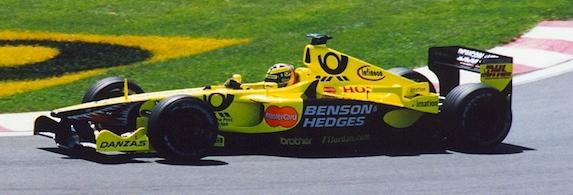
Heinz-Harald Frentzen podczas Grand Prix Kanady 2001

Mimo plotek pojawiających się jeszcze w 1999 roku, że w sezonie 2001 Frentzen będzie jeździł w zespole Jaguar, niemiecki kierowca został w Jordanie. Wskazywano, iż główną przyczyną takiego stanu rzeczy mógł być fakt, iż od sezonu 2001 Honda zobowiązywała się dostarczać silniki zespołowi Jordan. Partnerem zespołowym Frentzena pozostał Jarno Trulli.
W kwalifikacjach do pierwszego wyścigu sezonu, o Grand Prix Australii, Niemiec był czwarty. Na starcie wyścigu Frentzen wyprzedził Rubensa Barrichella i awansował na trzecie miejsce. Na trzecim okrążeniu Barrichello zderzył się z Frentzenem przy próbie wyprzedzenia go. Wskutek tego Frentzen znalazł się na poboczu i spadł na 16. miejsce, ale zdołał kontynuować wyścig. Po 20 okrążeniach Frentzen był już dziesiąty. Ostatecznie Niemiec finiszował na piątym miejscu. W kwalifikacjach do Grand Prix Malezji Heinz-Harald Frentzen był dziewiąty. Podczas okrążenia rozgrzewkowego silnik w samochodzie Niemca nie chciał rozwijać większych obrotów, jednakże z powodu błędu Giancarlo Fisichelli przerwano start, dzięki czemu mechanicy Jordana usunęli usterkę. Na skutek incydentu między Ralfem Schumacherem a Jarno Trullim podczas powtórzonego startu Frentzen awansował na piąte miejsce. Wkrótce potem zaczęło padać i niektórzy kierowcy zjechali do boksów zmienić opony na deszczowe; dzięki temu na piątym okrążeniu Frentzen jechał na drugiej pozycji. Po 13 okrążeniach Frentzen był siódmy. Następnie na torze zaczęło przesychać i Frentzen zjechał na pit-stop w celu zmiany opon na przeznaczone na suchą nawierzchnię. Między 38 a 43 okrążeniem pit-stopy odbyli między innymi kierowcy poprzedzający Frentzena: Ralf Schumacher, Jarno Trulli i Jos Verstappen, dzięki czemu Frentzen awansował na czwartą pozycję i z takim rezultatem ukończył wyścig. Do Grand Prix Brazylii Frentzen zakwalifikował się na ósmym miejscu. Na 64 okrążeniu jadący na trzeciej pozycji Niemiec wycofał się z wyścigu z powodu problemów z elektryką. W kwalifikacjach do Grand Prix San Marino Niemiec był dziewiąty, a wyścig ukończył na szóstym miejscu. Kwalifikacje do Grand Prix Hiszpanii Frentzen ukończył na dziewiątym miejscu. Na starcie Frentzen miał problemy z systemem odpowiadającym za zautomatyzowany start – launch control, wskutek czego spadł na ostatnie miejsce. Frentzen jeszcze na pierwszym okrążeniu rozpoczął serię wyprzedzań, m.in. Tarso Marquesa, Jensona Buttona i Fernando Alonso. Na szóstym okrążeniu Frentzen podjął próbę wyprzedzenia Pedro de la Rosy i znalazł się nieco przed Hiszpanem, który jednak zahaczył o tylne prawe koło samochodu Frentzena, wskutek czego nastąpiła kolizja i obaj kierowcy wycofali się z wyścigu. W kwalifikacjach do Grand Prix Austrii Niemiec był jedenasty. Na starcie jednak w samochodzie Niemca zepsuła się skrzynia biegów i Frentzen wycofał się z wyścigu. Kierowca tak skomentował to wydarzenie:

Jeżeli chcecie wiedzieć, jak się czułem, ustawcie fotel na autostradzie tyłem do kierunku jazdy. Po dwóch takich historiach w Monako spodziewam się jeszcze gorszego – że wystartuję na wstecznym...

Do wyścigu o Grand Prix Monako niemiecki kierowca startował z 13 miejsca. Na początku wyścigu Frentzen spadł na 15. miejsce, ale później odzyskał trzynastą lokatę. Na 50 okrążeniu Frentzen, jadący wtedy na siódmej pozycji, miał wypadek w tunelu i wycofał się z wyścigu. W kwalifikacjach i wyścigu o Grand Prix Kanady Niemiec nie brał udziału, ponieważ w piątkowej sesji treningowej miał wypadek, po którym źle się czuł, miał zawroty głowy i problemy z koncentracją; zastąpił go Ricardo Zonta. Przed Grand Prix Europy Frentzen przedłużył kontrakt z zespołem Jordan na następny rok. W kwalifikacjach do tego Grand Prix Niemiec był ósmy. Na początku wyścigu Frentzen spadł na 10. miejsce, a po pierwszym pit-stopie był czternasty. Na 49 okrążeniu Frentzen, jadący na ósmej pozycji, wpadł w poślizg wskutek awarii systemu kontroli trakcji i wycofał się z wyścigu. W kwalifikacjach do Grand Prix Francji Niemiec był siódmy, a wyścig ukończył na ósmym miejscu. Kwalifikacje do Grand Prix Wielkiej Brytanii zakończył na piątym miejscu. Na starcie spadł na ósmą pozycję, a po awarii samochodu Ralfa Schumachera awansował lokatę wyżej, kończąc wyścig na siódmym miejscu.
Po tym wyścigu, pod koniec lipca, został usunięty z zespołu Jordan, co miało związek z kłótnią między Frentzenem a Eddiem Jordanem; wymówienie o pracę Frentzen dostał faksem. Początkowo za przedterminowe rozwiązanie kontraktu Frentzen podał Jordana do sądu, ale w grudniu 2002 roku doszło do ugody. Po odejściu z Jordana Frentzen przeszedł do zespołu Prost Grand Prix. Jego partnerami zespołowymi był Luciano Burti, którego później zastąpił Tomáš Enge. Silniki napędzające model AP04, oznaczone Acer, w rzeczywistości były silnikami konstrukcji Ferrari.
W nowym zespole Frentzen zadebiutował podczas Grand Prix Węgier. W kwalifikacjach do tego Grand Prix Niemiec był szesnasty. Na 64 okrążeniu Frentzen, jadący wtedy na trzynastej pozycji, miał wypadek i wycofał się z wyścigu. W deszczowych kwalifikacjach do Grand Prix Belgii Frentzen był czwarty. Jednakże przed rozpoczęciem wyścigu w jego samochodzie zgasł silnik, przez co w powtórzonym starcie ruszał z ostatniego miejsca. Dzięki taktyce jednego pit-stopu Frentzen ukończył wyścig na dziewiątym miejscu. Do Grand Prix Włoch Frentzen startował z dwunastego miejsca. Na 29 okrążeniu Niemcowi, jadącemu wtedy na dziewiątej pozycji, zepsuła się skrzynia biegów, zmuszając go do wycofania się z wyścigu. Kwalifikacje do Grand Prix Stanów Zjednoczonych Frentzen ukończył z piętnastym czasem. W wyścigu Niemiec był dziesiąty. W kwalifikacjach do Grand Prix Japonii Frentzen był piętnasty. Na początku wyścigu miała miejsce kolizja między Frentzenem i de la Rosą. W jej wyniku w samochodzie Niemca uszkodzony został przedni spojler, którego odłamki utknęły pod samochodem Frentzena. Z tego powodu Frentzen musiał powoli przejechać jedno okrążenie i zjechać na pit-stop, po zakończeniu którego tracił już prawie jedno okrążenie do lidera. Ostatecznie Niemiec ukończył wyścig na dwunastym miejscu.
Frentzen w sezonie 2001 zdobył 6 punktów, przez co zajął w klasyfikacji generalnej kierowców 13. miejsce.

#### 2002

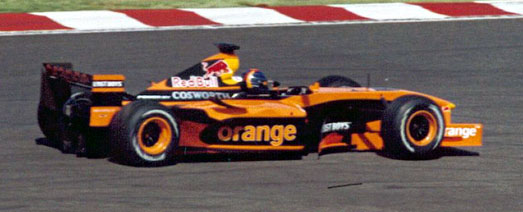
Heinz-Harald Frentzen podczas Grand Prix Francji 2002

Przed rozpoczęciem sezonu 2002 usługami Frentzena był zainteresowany zespół Minardi. Niemiec przeszedł jednak ostatecznie do zespołu Arrows, przy czym jednym z warunków było wykupienie za milion dolarów ważnego kontraktu Josa Verstappena. Samochody Arrows A23 były napędzane przez silniki Cosworth. Partnerem Frentzena w zespole był Enrique Bernoldi.
Pierwszym wyścigiem sezonu było Grand Prix Australii. W kwalifikacjach Frentzen uzyskał piętnasty czas. Podczas startu do okrążenia rozgrzewkowego w samochodzie Frentzena zgasł silnik i bolid został zepchnięty do garażu, gdzie próbowano go uruchomić. Po dwóch okrążeniach udało się w końcu uruchomić silnik, ale Niemiec wyjechał z boksów w momencie, gdy było to niedozwolone i na dziewiętnastym okrążeniu ujrzał czarną flagę, co oznaczało wykluczenie go z wyścigu. W kwalifikacjach do Grand Prix Malezji Frentzen był jedenasty. Tuż przed startem wyścigu w samochodzie Frentzena zepsuł się system launch control, na skutek czego jego samochód został zepchany do boksów, gdzie usunięto usterkę. Frentzen z boksów wyjechał na ostatnim miejscu, ze stratą jednego okrążenia do lidera. Wyścig Niemiec ukończył na 11. miejscu. Do Grand Prix Brazylii Frentzen startował z osiemnastego miejsca. Na 26 okrążeniu wyścigu Niemiec wycofał się z powodu uszkodzenia tylnego zawieszenia. W kwalifikacjach do Grand Prix San Marino Frentzen był trzynasty. Na 26 okrążeniu Frentzen, jadący wtedy na dziewiątej pozycji, wycofał się z wyścigu. Kwalifikacje do Grand Prix Hiszpanii niemiecki kierowca ukończył z dziesiątym rezultatem. Pięć okrążeń przed końcem wyścigu Frentzen wyprzedził Jarno Trullego, dzięki czemu awansował na szóste miejsce; na takim właśnie miejscu Niemiec skończył ten wyścig, zdobywając pierwszy w sezonie punkt dla siebie i swojego zespołu. Do Grand Prix Austrii Frentzen zakwalifikował się na jedenastym miejscu. Podczas pierwszego okrążenia wyścigu w samochód Frentzena wjechał najpierw Enrique Bernoldi, a później Jacques Villeneuve. Po zderzeniu z Villeneuve’em Frentzen spadł na 21. miejsce. Na 15 okrążeniu Niemiec na ostatnim zakręcie wpadł w poślizg i zatrzymał się na prostej startowej tyłem do kierunku jazdy. Frentzen zdołał jednak nawrócić samochód, ale spadł na ostatnie miejsce. Wyścig Niemiec ukończył na jedenastej pozycji, a za nim finiszował tylko Mark Webber. W kwalifikacjach do Grand Prix Monako Frentzen był dwunasty. Na początku wyścigu Frentzen awansował na 10. miejsce, a po 19 okrążeniu był już ósmy. Frentzen miał zaplanowany tylko jeden pit-stop, ale na 48 okrążeniu musiał zjechać ponownie, ponieważ nie wlano mu odpowiedniej ilości paliwa. Mimo to Niemiec zdołał ukończyć wyścig na szóstym miejscu. Kwalifikacje do Grand Prix Kanady Frentzen ukończył na 19. miejscu. Na starcie spadł na przedostatnie miejsce i w wyścigu również zdołał wyprzedzić tylko Aleksa Yoonga, co oznaczało, że ukończył wyścig na 13. miejscu. Do wyścigu o Grand Prix Europy Frentzen wywalczył 15 pole startowe. Wyścig ukończył na 13 pozycji, podczas gdy Bernoldi na dziesiątej mimo faktu, że w trakcie wyścigu dwukrotnie otrzymał od zespołu nakaz przepuszczenia Frentzena. W kwalifikacjach do Grand Prix Wielkiej Brytanii Niemiec był 16. W wyścigu Frentzen radził sobie jednak lepiej, ale na 21 okrążeniu, jadąc wtedy na siódmej pozycji, wycofał się z powodu awarii silnika. Podczas kwalifikacji do Grand Prix Francji zespół Arrows nakazał Frentzenowi i Bernoldiemu celowo uzyskać czas gorszy niż 107% czasu zdobywcy pole position, by kierowcy ci nie zakwalifikowali się do wyścigu. Miało to związek z tym, że zespół poprzez spór z byłymi udziałowcami chciał maksymalnie ograniczyć aktywną działalność, natomiast za niestawienie się na sesję kwalifikacyjną FIA byłaby zobowiązana nałożyć na zespół wysoką karę pieniężną. W kwalifikacjach do Grand Prix Niemiec Frentzen uzyskał 15 czas. Na starcie wyścigu w samochodzie Niemca zgasł silnik i mechanicy zepchali go do boksów. Zdołano uruchomić silnik, ale w momencie wyjazdu z boksów Frentzen miał już trzy okrążenia straty do lidera. Na 19 okrążeniu Niemiec wycofał się z wyścigu wskutek awarii układu hydraulicznego.
Po Grand Prix Niemiec Frentzen za porozumieniem stron odszedł z zespołu Arrows. Pojawiły się plotki, że Frentzen może jeździć dla któregoś z takich zespołów, jak Jordan, Jaguar, Toyota bądź Sauber, sam Frentzen ogłosił także, że chciałby poprowadzić Forda Focusa WRC w Rajdowych Mistrzostwach Świata. Ostatecznie Frentzen przeszedł do zespołu Sauber, w którym wziął udział w Grand Prix Stanów Zjednoczonych w zastępstwie Felipe Massy. Do wyścigu o to Grand Prix Frentzen zakwalifikował się na 11. miejscu. Wyścig Niemiec ukończył na 13 pozycji.
Dwa punkty zdobyte w sezonie 2002 dały Frentzenowi 18. miejsce w klasyfikacji generalnej kierowców.

#### 2003

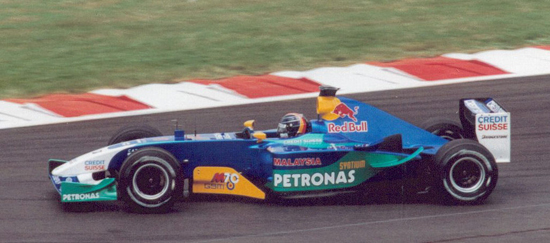
Heinz-Harald Frentzen podczas Grand Prix Francji 2003

W sezonie 2003 Frentzen ścigał się w zespole Sauber. Samochody tego zespołu były ówcześnie napędzane opartymi na jednostkach Ferrari silnikami Petronas. Samochodem zespołu w sezonie 2003 był model C22, a kierowcami Heinz-Harald Frentzen i Nick Heidfeld. Frentzen opisywał później model C22 jako niezbyt dobry, mający problemy z aerodynamiką samochód, który dobrze spisywał się tylko w deszczu.
W kwalifikacjach do Grand Prix Australii Frentzen był czwarty. Wyścig natomiast zdołał ukończyć na szóstym miejscu. Kwalifikacje do Grand Prix Malezji Niemiec ukończył na 13 pozycji. Na starcie wyścigu Frentzen nie mógł ruszyć z miejsca ze względu na kłopoty ze skrzynią biegów, przez co spadł na ostatnie miejsce. Wyścig niemiecki kierowca ukończył na dziewiątym miejscu. Do Grand Prix Brazylii Frentzen zakwalifikował się z 14 rezultatem. Z uwagi na to, że przed wyścigiem zaczęło padać, Frentzen skorzystał z zapasowego samochodu, który był lepiej przygotowany do jazdy po mokrej nawierzchni i miał napełniony do pełna zbiornik paliwa. Wskutek tego Niemiec startował z boksów. Na 23 okrążeniu Frentzen wpadł w poślizg i spadł na ostatnie miejsce, ale zdołał kontynuować jazdę. W chaotycznym i przerwanym przed czasem wyścigu Niemiec został sklasyfikowany na piątej pozycji. Do Grand Prix San Marino Frentzen startował jako czternasty, a wyścig ukończył na jedenastym miejscu. W kwalifikacjach do Grand Prix Hiszpanii Frentzen był dziesiąty. Z wyścigu wycofał się na 39 okrążeniu z powodu uszkodzenia przedniego zawieszenia. Kwalifikacje do Grand Prix Austrii niemiecki kierowca zakończył z piętnastym czasem. W trakcie wyścigu dwukrotnie powtarzano start. Za trzecim startem w samochodzie Frentzena na skutek uszkodzenia sprzęgła zgasł silnik, a na przygotowanie zapasowego auta, dostosowanego do Nicka Heidfelda, nie było czasu. Wskutek tego Frentzen nie był w stanie jechać dalej. W kwalifikacjach do Grand Prix Monako Frentzen ponownie był piętnasty. Na starcie wyścigu Frentzen miał problemy z ruszeniem z miejsca i spadł na ostatnią pozycję. Jednakże w połowie pierwszego okrążenia Frentzen odzyskał piętnaste miejsce. Próbując pokonać szykanę Piscine Frentzen wjechał w nią zbyt szybko, wskutek czego uderzył w barierę ochronną, uszkodził samochód i wycofał się z wyścigu. Kwalifikacje do Grand Prix Kanady Niemiec ukończył na dziesiątym miejscu. Na pierwszym okrążeniu wyścigu Frentzen spadł na trzynaste miejsce, a na siódmym wycofał się z powodu awarii elektroniki. Wyścig o Grand Prix Europy Frentzen ukończył na dziewiątym miejscu. Do Grand Prix Francji Niemiec startował z 16 miejsca, a wyścig ukończył na 12 pozycji. W kwalifikacjach do Grand Prix Wielkiej Brytanii Frentzen był czternasty. Na starcie wyścigu Niemiec miał problemy z ruszeniem i spadł na ostatnie miejsce. Wyścig Niemiec drugi raz z rzędu ukończył jako dwunasty. Kwalifikacje do Grand Prix Niemiec Frentzen ukończył, zajmując 14. miejsce. Na pierwszym zakręcie Ralph Firman uderzył w tył samochodu Frentzena. Mimo to Niemiec zdołał dojechać do boksów, ale jego samochód był zbyt uszkodzony, by dało się go naprawić w krótkim czasie, i Frentzen wycofał się z wyścigu. W kwalifikacjach do Grand Prix Węgier Heinz-Harald Frentzen był siedemnasty. W samochodzie Frentzena wystąpiły problemy z komunikacją radiową i Niemiec nie wiedział, że kończy mu się paliwo. W związku z tym na 48 okrążeniu Frentzen wycofał się z powodu braku paliwa. Kwalifikacje do Grand Prix Włoch Frentzen ukończył na 14. miejscu. Na 51 okrążeniu w samochodzie Frentzena zepsuł się układ przeniesienia napędu i Niemiec nie dojechał do mety, a został sklasyfikowany na 13 pozycji. Do Grand Prix Stanów Zjednoczonych Frentzen startował z 15 miejsca. Na starcie Frentzen awansował o dwa miejsca. Między 15 a 18 okrążeniem kilku kierowców – w tym Frentzen – zdecydowało się zjechać na pit-stop, ale tylko Frentzen założył opony przejściowe. Była to dobra taktyka, gdyż zaczął padać deszcz i niektórzy kierowcy musieli zjechać na pit-stop jeszcze raz, a Frentzen znalazł się w czołówce wyścigu. Na 49 okrążeniu Frentzen prowadził w wyścigu i był to pierwszy przypadek w historii Formuły 1, że kierowca zespołu Sauber prowadził w wyścigu. Wyścig Frentzen ukończył na trzecim miejscu. Do wyścigu o Grand Prix Japonii Niemiec startował z 12 pola. Na dziewiątym okrążeniu wyścigu doszło do kolizji Ralfa Schumachera i Frentzena, wskutek której kierowca Saubera zjechał do boksów. Okrążenie później w samochodzie Frentzena zepsuł się silnik i Niemiec wycofał się z wyścigu.
W sezonie 2003 Frentzen zdobył 13 punktów i zajął 11. miejsce w klasyfikacji generalnej kierowców.
Peter Sauber następnie zwolnił Frentzena i Heidfelda, angażując w ich miejsce Giancarlo Fisichellę i Felipe Massę. Frentzen wyjawił, że „po dziś dzień” nie rozumie powodów tej decyzji. W październiku pojawiły się informacje, jakoby zatrudnieniem Frentzena zainteresowany był zespół Jordan, ale z powodu wygórowanych żądań finansowych Jordana Niemiec nie powrócił do swojego byłego zespołu. W grudniu 2003 roku ogłosił, że wycofuje się z Formuły 1.
Był zgłoszony do 160 Grand Prix. Wygrał trzy wyścigi, trzykrotnie był drugi, a dwunastokrotnie – trzeci. Wywalczył dwa pole positions, a sześć razy ustanowił najszybsze okrążenie. 60 razy nie ukończył wyścigu, dwa razy się nie zakwalifikował, a raz został zdyskwalifikowany. Prowadził w wyścigu przez 150 okrążeń w 13 wyścigach, w sumie 751 kilometrów.
Wraz z Markiem Webberem jest posiadaczem rekordu największej ilości wyścigów ukończonych z rzędu na trzeciej pozycji (4, między Grand Prix Belgii a Grand Prix Luksemburga 1997).

### Po Formule 1

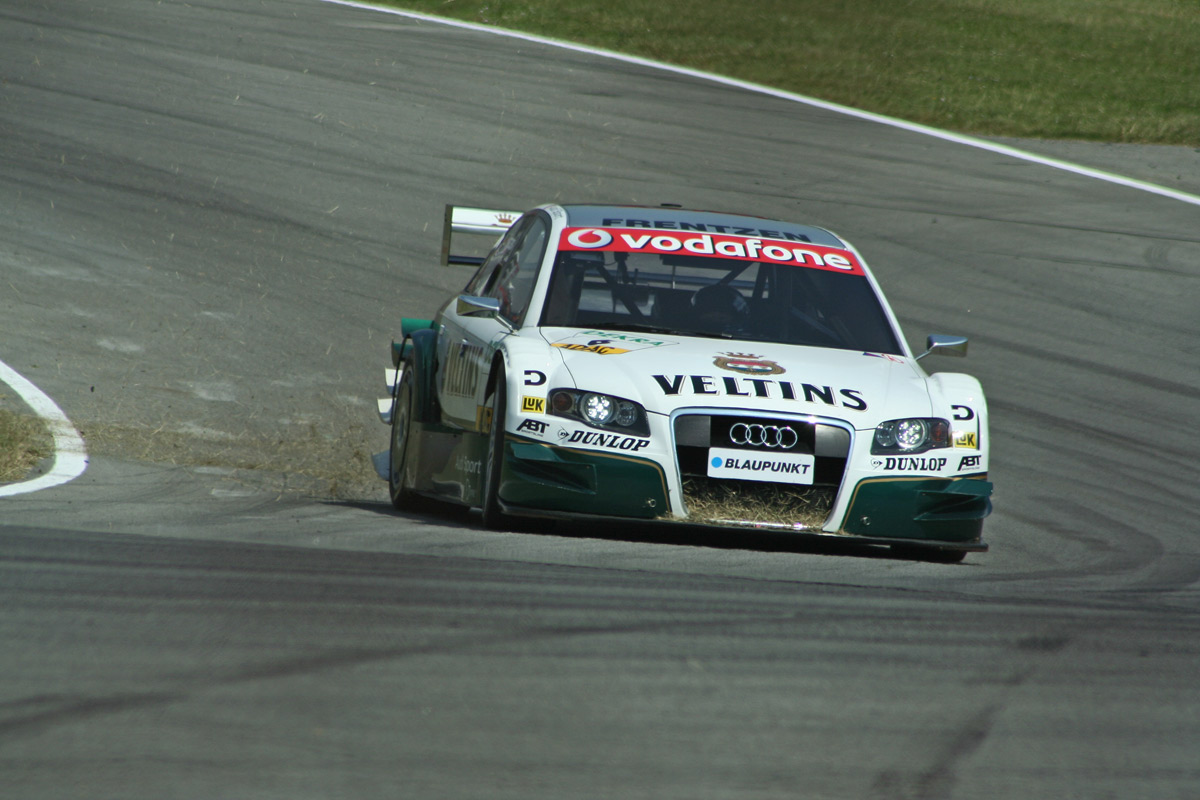
Heinz-Harald Frentzen podczas wyścigu serii DTM w Brands Hatch w 2006 roku

Po rozważeniu kilku opcji, w tym startów w serii IRL, w 2004 przeniósł się do serii DTM, ścigając się Oplem Vectrą. W sezonie 2004 zdobył trzy punkty i zajął 14. miejsce w klasyfikacji kierowców. W sezonie 2005 był najlepszym kierowcą Opla, kończąc sezon na ósmym miejscu z 17 punktami i trzecim miejscem na torze w Brnie. W sezonie 2006 dołączył do Audi. Przed drugim wyścigiem na torze Hockenheimring wywalczył swoje pierwsze pole position w DTM. W trakcie wyścigu miał wypadek, po którym doznał wstrząśnienia mózgu i został przewieziony do szpitala, gdzie spędził kilka dni. Następnie odszedł z zespołu Audi, oświadczając, że nie otrzymał od zespołu odpowiedniego wsparcia.
W 2008 roku wziął udział w wyścigu 24h Le Mans. Ścigał się Astonem Martinem DBR9 w zespole Aston Martin Racing wraz z Andreą Piccinim i Karlem Wendlingerem. Kierowcy ci zajęli 16. miejsce w klasyfikacji wyścigu.

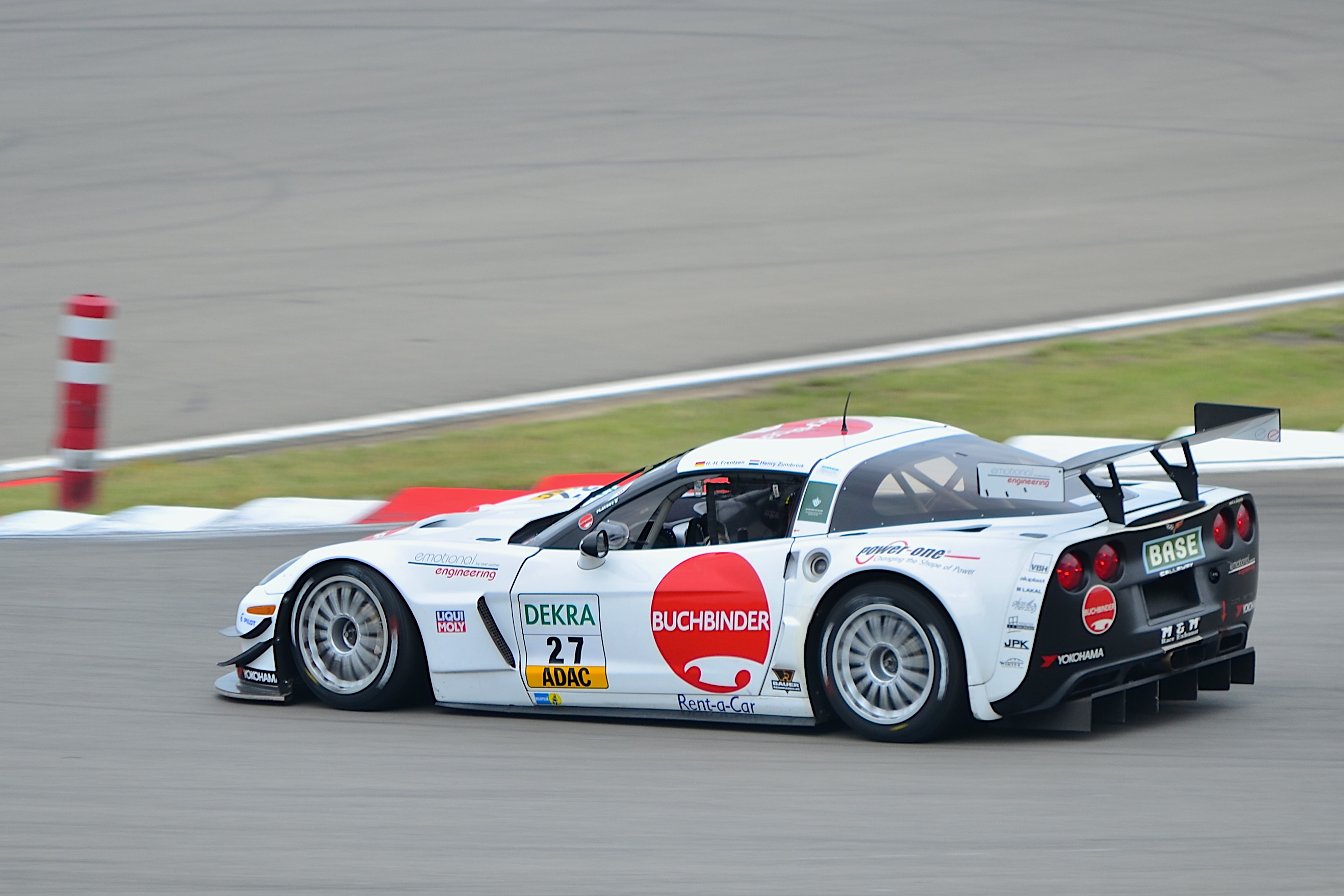
Heinz-Harald Frentzen podczas wyścigu serii ADAC GT Masters na torze Nürburgring w 2012 roku

W 2008 roku Frentzen dołączył do serii Speedcar. W drugim sezonie swoich startów w tej serii zajął czwarte miejsce w klasyfikacji kierowców.
W sierpniu 2010 roku ogłosił zakończenie kariery kierowcy wyścigowego. W 2011 roku ogłosił, że powraca do ścigania poprzez uczestnictwo Chevroletem Corvette GT3 w serii ADAC GT Masters, gdzie współdzielił samochód ze Svenem Hannawaldem. W sezonie 2011 zajął w klasyfikacji generalnej 31. miejsce z 16 punktami, a jego najlepszym rezultatem było czwarte miejsce podczas drugiego wyścigu na Red Bull Ringu. W październiku 2011 roku zapowiedział, że wraz z Josem Verstappenem, Hansem-Joachimem Stuckiem i Arminem Schwarzem weźmie udział w grudniowych zawodach Race of Champions Legends. Zawody te (które odbyły się w nieco zmienionym składzie) Frentzen wygrał.
Pod koniec 2011 roku ogłosił dołączenie do nowo utworzonej, hinduskiej serii wyścigowej i1 Super Series. Jednocześnie w 2012 roku wystąpił gościnnie w serii Porsche Carrera Cup Australia. W 2012 roku kontynuował także uczestnictwo w serii ADAC GT Masters, nadal reprezentując zespół Callaway; jego partnerem był Andreas Wirth. W 2013 roku Frentzen nie uczestniczył już w żadnej serii wyścigowej. W roku 2014 rywalizował w serii ADAC GT Masters, ścigając się Mercedesem SLS AMG GT3 w barwach zespołu HTP Motorsport; partnerował mu Luca Stolz. Począwszy od rundy na Slovakiaringu Niemca zastąpił w zespole Mathias Lauda.
W 2014 roku Frentzen miał przeprowadzoną operację kolana, co było następstwem jego wypadku z czasów Formuły 1. Wskutek tego Niemiec zdecydował się nie ścigać w roku 2015.

## Życie prywatne i aktywność poza torem
Corinna Betsch, obecna żona Michaela Schumachera, przez cztery i pół roku (w latach 1987–1991) była partnerką Frentzena. Od 1999 roku Frentzen jest żonaty z Tanją Nigge, z którą ma trzy córki: Leę (ur. 2000), Sarah (ur. 2003) i Fenję (ur. 2006).
Wystąpił w filmie dokumentalnym Flying Finn First at Finish (w 1998 roku) oraz dwóch programach rozrywkowych: Wetten, dass..? (w 1999 roku) oraz Verstehen Sie Spaß? (w 2004 roku).
W 1998 roku współzałożył kartingowy klub Fahrwerk w Groß-Zimmern.
W maju 2006 roku w pobliżu Awinion we Francji Frentzen przekroczył dozwoloną prędkość o 85 km/h, za co zabrano mu prawo jazdy i skonfiskowano samochód.

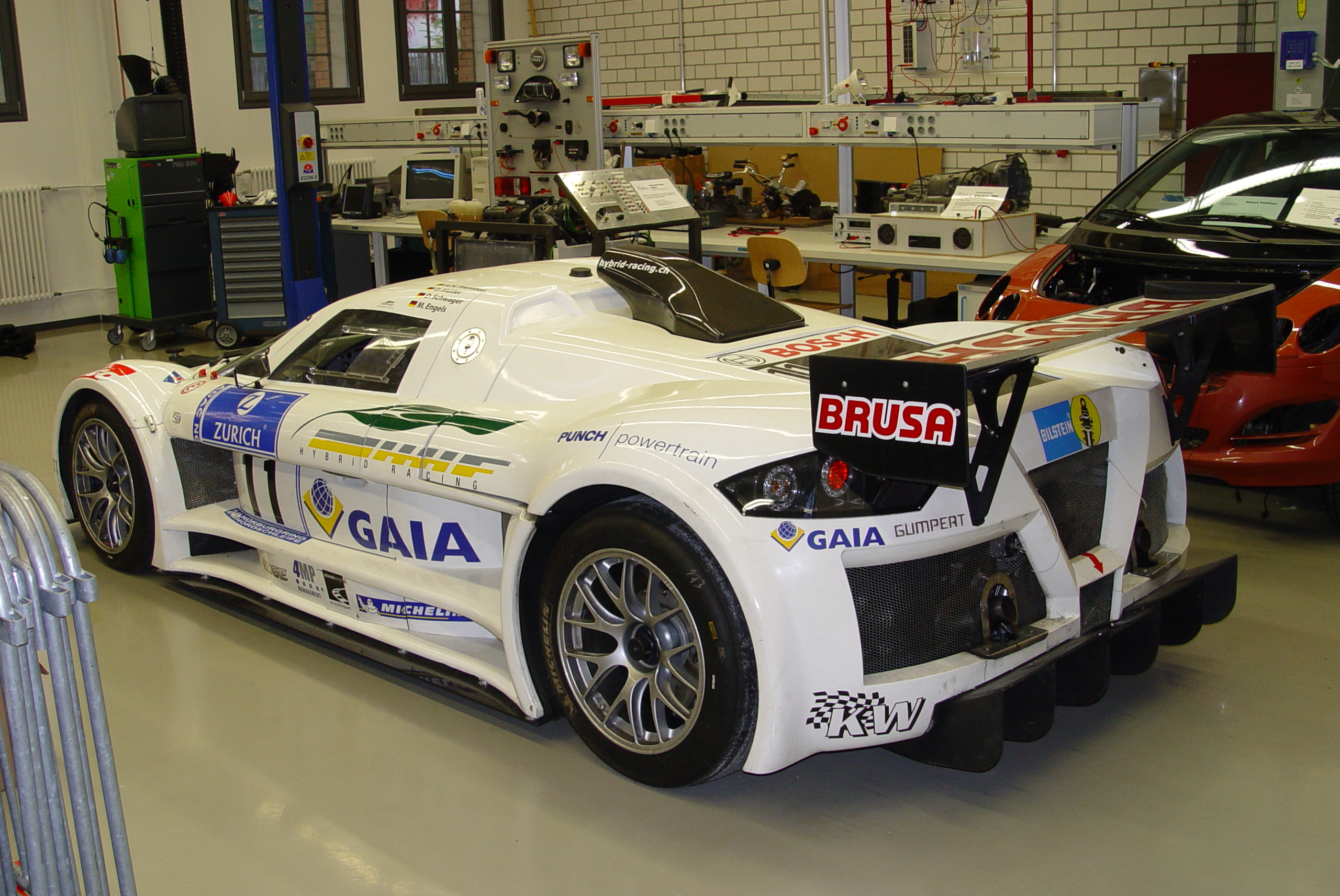
HHF Hybrid Concept Car (Gumpert Apollo)

W 2008 roku wybudował HHF Hybrid Concept Car – samochód oparty na Gumpercie Apollo, wyposażony w silnik 3,3 l V8 o mocy 520 KM i dodatkowy silnik elektryczny o mocy 136 KM. Frentzen wystawił zespół w wyścigu 24h Nürburgring pod nazwą Hybrid Racing AG i wziął udział w tym wyścigu, a jego zmiennikami byli Dirk Müller, Marcel Engels i Dominik Schwager. Zespół ukończył wyścig, ale nie został sklasyfikowany z powodu dwukrotnej wymiany skrzyni biegów.
W 2010 roku był czwartym sędzią podczas Grand Prix Europy. Tę samą funkcję pełnił rok później podczas Grand Prix Europy i Grand Prix Singapuru.
Po zakończeniu kariery skupił się na prowadzeniu rodzinnego przedsiębiorstwa pogrzebowego, w którym między innymi jest kierowcą karawanu. Zaangażował się także w rynek paneli słonecznych, a jego dom jest prawie w całości zasilany energią słoneczną.
Mieszkał w Monte Carlo, ale w 2014 roku powrócił do Niemiec, zamieszkując z rodziną w Neuss. Jego hobby to bieganie, jazda na rowerze, jedzenie i sporty wodne, a do jego ulubionych gatunków muzycznych należą funk, soul i rap. Ma 178 cm wzrostu, waży 65 kg.
Wystąpił w czwartym odcinku 29 sezonu programu Top Gear, uczestnicząc w pojedynku Wielkiej Brytanii z Niemcami.

## Opinie
Heinz-Harald Frentzen opisywany jest jako kierowca lojalny, wrażliwy, mający poczucie humoru i ironiczny, a jego sposób wysławiania się określany jest jako „nie-niemiecki”. Miesięcznik F1 Racing zwrócił uwagę, że kluczową sprawą dla Frentzena było znalezienie odpowiednich ustawień samochodu, co Niemiec często robił na własną rękę. Eddie Jordan w swojej autobiografii An Independent Man przyznał, że Frentzen wykonał „świetną” pracę przy Jordanie 199. Frentzen jest ponadto przytaczany jako przykład kierowcy, którego wyniki w Formule 1 nie odzwierciedlały jego rzeczywistego talentu. Sam Michael wyraził opinię, że spośród kierowców, z którymi pracował, to Frentzen, wraz z Lewisem Hamiltonem, dysponował największym naturalnym talentem do ścigania się, podkreślając jego umiejętność wydobywania maksymalnych osiągów z samochodu, występy w wyścigach i nieszablonowe podejście do ustawień pojazdu.
Peter Sauber w 2005 roku powiedział, że Frentzen był najbardziej kluczowym kierowcą dla jego zespołu. Przyznał jednocześnie, że Niemiec potrzebował do pracy specyficznej atmosfery i w Williamsie nie odnosił zadowalających wyników, ponieważ był w konflikcie z Patrickiem Headem. Powiedział także:

Był bardzo szybki, na tyle szybki, by kiedyś zostać mistrzem świata. W Sauberze spędził pięć sezonów – w tym czasie zdobył dla nas więcej punktów niż jakikolwiek inny kierowca – wspominam te lata w rozrzewnieniem. [...] W Williamsie, gdzie jeździł w czasach ich sukcesów, walczył z Patrickiem. W innym przypadku wygrałby znacznie więcej, tego jestem pewien.

Derek Daly w książce Race to Win zwrócił uwagę na umiejętności mentalne Frentzena, które nie stały na wysokim poziomie. Autor opisał, że Niemiec potrzebował wsparcia psychicznego, które otrzymywał w Sauberze, a jego niedostateczny poziom oraz wysoka presja były przyczynami niepowodzenia w Williamsie. Co więcej, zdaniem Daly'ego podczas wspólnej jazdy w Williamsie Jacques Villeneuve wykorzystywał słabą psychikę Frentzena, stosując różnego rodzaju zagrywki. Irlandczyk stwierdził także, iż słabością niemieckiego kierowcy był fakt, iż wpływ na stan psychiczny Frentzena miały również wydarzenia podczas wyścigów.
W 1998 roku Christopher Hilton napisał biografię niemieckiego kierowcy pt. Heinz-Harald Frentzen: Back on the Pace (Haynes Publishing, ISBN 1859604099). Z kolei fiński muzyk Tapio Lempivaara nagrał piosenkę poświęconą kierowcy.

## Wyniki
| Legenda oznaczeń w tabelach wyników Wyświetl szablon na nowej stronie | Legenda oznaczeń w tabelach wyników Wyświetl szablon na nowej stronie                                                                     |
| Oznaczenie                                                            | Wyjaśnienie |
| --------------------------------------------------------------------- | --- |
| Złoty                                                                 | Zwycięzca lub mistrzostwo |
| Srebrny                                                               | 2. miejsce lub wicemistrzostwo |
| Brązowy                                                               | 3. miejsce lub II wicemistrzostwo |
| Zielony                                                               | Ukończył, punktował (w klasyfikacji generalnej, gdy zdobył co najmniej jeden punkt na przestrzeni sezonu, poza trzema powyższymi opcjami) |
| Niebieski                                                             | Ukończył, nie punktował (w klasyfikacji generalnej, gdy nie zdobył co najmniej jednego punktu na przestrzeni sezonu)                      |
| Czerwony                                                              | Nie zakwalifikował się (NZ) |
| Czerwony                                                              | Nie prekwalifikował się (NPK) |
| Różowy                                                                | Nie ukończył (NU) |
| Różowy                                                                | Niesklasyfikowany (NS) (w klasyfikacji generalnej, gdy nie został sklasyfikowany w żadnym wyścigu sezonu)                                 |
| Czarny                                                                | Zdyskwalifikowany (DK) |
| Czarny                                                                | Wykluczony (WYK/EX) |
| Biały                                                                 | Nie wystartował (NW) |
| Biały                                                                 | Kontuzjowany (K/INJ) |
| Biały                                                                 | Wyścig odwołany (OD/C) |
| Bez koloru                                                            | Został wycofany (WYC/WD) |
| Bez koloru                                                            | Nie przybył (NP/DNA) |
| Bez koloru                                                            | Nie brał udziału w treningach (NT/DNP) |
| Bez koloru                                                            | Nie został zgłoszony (–) |
| Pogrubienie                                                           | Start z pole position |
| Kursywa                                                               | Najszybsze okrążenie wyścigu |
| †                                                                     | Nie ukończył, ale jego rezultat został zaliczony ze względu na przejechanie więcej niż 90% dystansu wyścigu.                              |
| *                                                                     | Sezon w trakcie |
| 1/2/3                                                                 | Punktowana pozycja w sprincie kwalifikacyjnym                                                                                             |
| Lista systemów punktacji Formuły 1                                    | |

### Międzynarodowa Formuła 3000
| Rok  | Zespół              | Samochód    | Silnik         | Wyniki w poszczególnych eliminacjach | Wyniki w poszczególnych eliminacjach | Wyniki w poszczególnych eliminacjach | Wyniki w poszczególnych eliminacjach | Wyniki w poszczególnych eliminacjach | Wyniki w poszczególnych eliminacjach | Wyniki w poszczególnych eliminacjach | Wyniki w poszczególnych eliminacjach | Wyniki w poszczególnych eliminacjach | Wyniki w poszczególnych eliminacjach | Wyniki w poszczególnych eliminacjach | Pkt. | Msc. |
| ---- | ------------------- | ----------- | -------------- | ------------------------------------ | ------------------------------------ | ------------------------------------ | ------------------------------------ | ------------------------------------ | ------------------------------------ | ------------------------------------ | ------------------------------------ | ------------------------------------ | ------------------------------------ | ------------------------------------ | ---- | ---- |
| 1990 |                     |             |                | Wielka Brytania                      | Wielka Brytania                      | Francja                              | Hiszpania                            | Włochy                               | Włochy                               | Niemcy                               | Wielka Brytania                      | Wielka Brytania                      | Francja                              | Francja                              | 3    | 18   |
| 1990 | Eddie Jordan Racing | Reynard 90D | Mugen Honda V8 | NU                                   | NU                                   | NU                                   | 17                                   | NU                                   | 5                                    | 6                                    | 7                                    | NU                                   | NU                                   | NZ                                   | 3    | 18   |
| 1991 |                     |             |                | Włochy                               | Francja                              | Hiszpania                            | Włochy                               | Włochy                               | Niemcy                               | Wielka Brytania                      | Belgia                               | Francja                              | Francja                              |                                      | 5    | 14   |
| 1991 | Vortex Motorsport   | Lola T91/50 | Mugen Honda V8 | NU                                   | NU                                   | 12                                   | 6                                    | 5                                    | NZ                                   | 12                                   | 5                                    | NU                                   | NU                                   |                                      | 5    | 14   |

### Japońska Formuła 3000
| Rok  | Zespół    | Samochód    | Silnik         | Wyniki w poszczególnych eliminacjach | Wyniki w poszczególnych eliminacjach | Wyniki w poszczególnych eliminacjach | Wyniki w poszczególnych eliminacjach | Wyniki w poszczególnych eliminacjach | Wyniki w poszczególnych eliminacjach | Wyniki w poszczególnych eliminacjach | Wyniki w poszczególnych eliminacjach | Wyniki w poszczególnych eliminacjach | Wyniki w poszczególnych eliminacjach | Wyniki w poszczególnych eliminacjach | Pkt. | Msc. |
| ---- | --------- | ----------- | -------------- | ------------------------------------ | ------------------------------------ | ------------------------------------ | ------------------------------------ | ------------------------------------ | ------------------------------------ | ------------------------------------ | ------------------------------------ | ------------------------------------ | ------------------------------------ | ------------------------------------ | ---- | ---- |
| 1992 |           |             |                | Japonia                              | Japonia                              | Japonia                              | Japonia                              | Japonia                              | Japonia                              | Japonia                              | Japonia                              | Japonia                              | Japonia                              | Japonia                              | 5    | 14   |
| 1992 | Team Nova | Lola T92/50 | Mugen Honda V8 | –                                    | –                                    | –                                    | –                                    | –                                    | –                                    | –                                    | –                                    | 6                                    | 7                                    | 3                                    | 5    | 14   |
| 1993 |           |             |                | Japonia                              | Japonia                              | Japonia                              | Japonia                              | Japonia                              | Japonia                              | Japonia                              | Japonia                              | Japonia                              |                                      |                                      | 8    | 9    |
| 1993 | Team Nova | Lola T93/50 | Mugen Honda V8 | NU                                   | NU                                   | NU                                   | 8                                    | 14                                   | 2                                    | 10                                   | 12                                   | 5                                    |                                      |                                      | 8    | 9    |

### Formuła 1
| Rok  | Zespół                       | Samochód      | Silnik                        | Wyniki w poszczególnych eliminacjach | Wyniki w poszczególnych eliminacjach | Wyniki w poszczególnych eliminacjach | Wyniki w poszczególnych eliminacjach | Wyniki w poszczególnych eliminacjach | Wyniki w poszczególnych eliminacjach | Wyniki w poszczególnych eliminacjach | Wyniki w poszczególnych eliminacjach | Wyniki w poszczególnych eliminacjach | Wyniki w poszczególnych eliminacjach | Wyniki w poszczególnych eliminacjach | Wyniki w poszczególnych eliminacjach | Wyniki w poszczególnych eliminacjach | Wyniki w poszczególnych eliminacjach | Wyniki w poszczególnych eliminacjach | Wyniki w poszczególnych eliminacjach | Wyniki w poszczególnych eliminacjach | Pkt. | Msc. |
| ---- | ---------------------------- | ------------- | ----------------------------- | ------------------------------------ | ------------------------------------ | ------------------------------------ | ------------------------------------ | ------------------------------------ | ------------------------------------ | ------------------------------------ | ------------------------------------ | ------------------------------------ | ------------------------------------ | ------------------------------------ | ------------------------------------ | ------------------------------------ | ------------------------------------ | ------------------------------------ | ------------------------------------ | ------------------------------------ | ---- | ---- |
| 1994 |                              |               |                               | Brazylia                             |                                      | San Marino                           | Monako                               | Hiszpania                            | Kanada                               | Francja                              | Wielka Brytania                      | Niemcy                               | Węgry                                | Belgia                               | Włochy                               | Portugalia                           | Unia Europejska                      | Japonia                              | Australia                            |                                      | 7    | 13   |
| 1994 | Sauber Mercedes              | Sauber C13    | Mercedes 2175B 3.5 V10        | NU                                   | 5                                    | 7                                    | NW                                   | NU                                   | NU                                   | 4                                    | 7                                    | NU                                   | NU                                   | NU                                   | NU                                   | NU                                   | 6                                    | 6                                    | 7                                    |                                      | 7    | 13   |
| 1995 |                              |               |                               | Brazylia                             | Argentyna                            | San Marino                           | Hiszpania                            | Monako                               | Kanada                               | Francja                              | Wielka Brytania                      | Niemcy                               | Węgry                                | Belgia                               | Włochy                               | Portugalia                           | Unia Europejska                      |                                      | Japonia                              | Australia                            | 15   | 9    |
| 1995 | Red Bull Sauber Ford         | Sauber C14    | Ford ECA Zetec-R 3.0 V8       | NU                                   | 5                                    | 6                                    | 8                                    | 6                                    | NU                                   | 10                                   | 6                                    | NU                                   | 5                                    | 4                                    | 3                                    | 6                                    | NU                                   | 7                                    | 8                                    | NU                                   | 15   | 9    |
| 1996 |                              |               |                               | Australia                            | Brazylia                             | Argentyna                            | Unia Europejska                      | San Marino                           | Monako                               | Hiszpania                            | Kanada                               | Francja                              | Wielka Brytania                      | Niemcy                               | Węgry                                | Belgia                               | Włochy                               | Portugalia                           | Japonia                              |                                      | 7    | 12   |
| 1996 | Red Bull Sauber Ford         | Sauber C15    | Ford JD Zetec-R 3.0 V10       | 8                                    | NU                                   | NU                                   | NU                                   | NU                                   | 4                                    | 4                                    | NU                                   | NU                                   | 8                                    | 8                                    | NU                                   | NU                                   | NU                                   | 7                                    | 6                                    |                                      | 7    | 12   |
| 1997 |                              |               |                               | Australia                            | Brazylia                             | Argentyna                            | San Marino                           | Monako                               | Hiszpania                            | Kanada                               | Francja                              | Wielka Brytania                      | Niemcy                               | Węgry                                | Belgia                               | Włochy                               | Austria                              | Luksemburg                           | Japonia                              | Unia Europejska                      | 42   | 2    |
| 1997 | Rothmans Williams Renault    | Williams FW19 | Renault RS9 3.0 V10           | 8                                    | 9                                    | NU                                   | 1                                    | NU                                   | 8                                    | 4                                    | 2                                    | NU                                   | NU                                   | NU                                   | 3                                    | 3                                    | 3                                    | 3                                    | 2                                    | 6                                    | 42   | 2    |
| 1998 |                              |               |                               | Australia                            | Brazylia                             | Argentyna                            | San Marino                           | Hiszpania                            | Monako                               | Kanada                               | Francja                              | Wielka Brytania                      | Austria                              | Niemcy                               | Węgry                                | Belgia                               | Włochy                               | Luksemburg                           | Japonia                              |                                      | 17   | 7    |
| 1998 | Winfield Williams            | Williams FW20 | Mecachrome GC37-01 3.0 V10    | 3                                    | 5                                    | 9                                    | 5                                    | 8                                    | NU                                   | NU                                   | 15                                   | NU                                   | NU                                   | 9                                    | 5                                    | 4                                    | 7                                    | 5                                    | 5                                    |                                      | 17   | 7    |
| 1999 |                              |               |                               | Australia                            | Brazylia                             | San Marino                           | Monako                               | Hiszpania                            | Kanada                               | Francja                              | Wielka Brytania                      | Austria                              | Niemcy                               | Węgry                                | Belgia                               | Włochy                               | Unia Europejska                      | Malezja                              | Japonia                              |                                      | 54   | 3    |
| 1999 | Benson & Hedges Jordan       | Jordan 199    | Mugen Honda MF-301 HD 3.0 V10 | 2                                    | 3                                    | NU                                   | 4                                    | NU                                   | 11                                   | 1                                    | 4                                    | 4                                    | 3                                    | 4                                    | 3                                    | 1                                    | NU                                   | 6                                    | 4                                    |                                      | 54   | 3    |
| 2000 |                              |               |                               | Australia                            | Brazylia                             | San Marino                           | Wielka Brytania                      | Hiszpania                            | Unia Europejska                      | Monako                               | Kanada                               | Francja                              | Austria                              | Niemcy                               | Węgry                                | Belgia                               | Włochy                               | Stany Zjednoczone                    | Japonia                              | Malezja                              | 11   | 9    |
| 2000 | Benson & Hedges Jordan       | Jordan EJ10   | Mugen Honda MF-301 HD 3.0 V10 | NU                                   | 3                                    | NU                                   | 17                                   | 6                                    | NU                                   | 10                                   | NU                                   | 7                                    | NU                                   | –                                    | –                                    | –                                    | –                                    | –                                    | –                                    | –                                    | 11   | 9    |
| 2000 | Benson & Hedges Jordan       | Jordan EJ10B  | Mugen Honda MF-301 HE 3.0 V10 | –                                    | –                                    | –                                    | –                                    | –                                    | –                                    | –                                    | –                                    | –                                    | –                                    | NU                                   | 6                                    | 6                                    | NU                                   | 3                                    | NU                                   | NU                                   | 11   | 9    |
| 2001 |                              |               |                               | Australia                            | Malezja                              | Brazylia                             | San Marino                           | Hiszpania                            | Austria                              | Monako                               | Kanada                               | Unia Europejska                      | Francja                              | Wielka Brytania                      | Niemcy                               | Węgry                                | Belgia                               | Włochy                               | Stany Zjednoczone                    | Japonia                              | 6    | 13   |
| 2001 | Benson & Hedges Jordan Honda | Jordan EJ11   | Honda RA001E 3.0 V10          | 5                                    | 4                                    | 11                                   | 6                                    | NU                                   | NU                                   | NU                                   | NW                                   | NU                                   | 8                                    | 7                                    | –                                    | –                                    | –                                    | –                                    | –                                    |                                      | 6    | 13   |
| 2001 | Prost Acer                   | Prost AP04    | Acer 3.0 V10                  | –                                    | –                                    | –                                    | –                                    | –                                    | –                                    | –                                    | –                                    | –                                    | –                                    | –                                    | –                                    | NU                                   | 9                                    | NU                                   | 10                                   | 12                                   | 6    | 13   |
| 2002 |                              |               |                               | Australia                            | Malezja                              | Brazylia                             | San Marino                           | Hiszpania                            | Austria                              | Monako                               | Kanada                               | Unia Europejska                      | Wielka Brytania                      | Francja                              | Niemcy                               | Węgry                                | Belgia                               | Włochy                               | Stany Zjednoczone                    | Japonia                              | 2    | 18   |
| 2002 | Orange Arrows                | Arrows A23    | Cosworth CR-3 3.0 V10         | DK                                   | 11                                   | NU                                   | NU                                   | 6                                    | 11                                   | 6                                    | 13                                   | 13                                   | NU                                   | NZ                                   | NU                                   | –                                    | –                                    | –                                    | –                                    | –                                    | 2    | 18   |
| 2002 | Sauber Petronas              | Sauber C21    | Petronas 02A 3.0 V10          | –                                    | –                                    | –                                    | –                                    | –                                    | –                                    | –                                    | –                                    | –                                    | –                                    | –                                    | –                                    | –                                    | –                                    | –                                    | 13                                   | –                                    | 2    | 18   |
| 2003 |                              |               |                               | Australia                            | Malezja                              | Brazylia                             | San Marino                           | Hiszpania                            | Austria                              | Monako                               | Kanada                               | Unia Europejska                      | Francja                              | Wielka Brytania                      | Niemcy                               | Węgry                                | Włochy                               | Stany Zjednoczone                    | Japonia                              |                                      | 13   | 11   |
| 2003 | Sauber Petronas              | Sauber C22    | Petronas 03A 3.0 V10          | 6                                    | 9                                    | 5                                    | 11                                   | NU                                   | NW                                   | NU                                   | NU                                   | 9                                    | 12                                   | 12                                   | NU                                   | NU                                   | 13                                   | 3                                    | NU                                   |                                      | 13   | 11   |

### DTM
| Rok  | Zespół              | Samochód           | Wyniki w poszczególnych eliminacjach | Wyniki w poszczególnych eliminacjach | Wyniki w poszczególnych eliminacjach | Wyniki w poszczególnych eliminacjach | Wyniki w poszczególnych eliminacjach | Wyniki w poszczególnych eliminacjach | Wyniki w poszczególnych eliminacjach | Wyniki w poszczególnych eliminacjach | Wyniki w poszczególnych eliminacjach | Wyniki w poszczególnych eliminacjach | Wyniki w poszczególnych eliminacjach | Pkt. | Msc. |
| ---- | ------------------- | ------------------ | ------------------------------------ | ------------------------------------ | ------------------------------------ | ------------------------------------ | ------------------------------------ | ------------------------------------ | ------------------------------------ | ------------------------------------ | ------------------------------------ | ------------------------------------ | ------------------------------------ | ---- | ---- |
| 2004 |                     |                    | Niemcy                               | Portugalia                           | Włochy                               | Niemcy                               | Niemcy                               | Niemcy                               | Niemcy                               | Holandia                             | Czechy                               | Niemcy                               |                                      | 3    | 14   |
| 2004 | OPC Team Holzer     | Opel Vectra GTS V8 | 11                                   | 12                                   | 12                                   | NU                                   | NU                                   | NU                                   | 14                                   | NU                                   | 6                                    | 12                                   |                                      | 3    | 14   |
| 2005 |                     |                    | Niemcy                               | Niemcy                               | Belgia                               | Czechy                               | Niemcy                               | Niemcy                               | Niemcy                               | Holandia                             | Niemcy                               | Turcja                               | Niemcy                               | 17   | 8    |
| 2005 | GMAC Stern Team OPC | Opel Vectra GTS V8 | NU                                   | 14                                   | 15                                   | 3                                    | 14                                   | 6                                    | 12                                   | 3                                    | 7                                    | NU                                   | 18                                   | 17   | 8    |
| 2006 |                     |                    | Niemcy                               | Niemcy                               | Niemcy                               | Wielka Brytania                      | Niemcy                               | Niemcy                               | Holandia                             | Hiszpania                            | Francja                              | Niemcy                               |                                      | 24   | 7    |
| 2006 | Audi Sport Team Abt | Audi A4 DTM        | 3                                    | 13                                   | 4                                    | 17                                   | 11                                   | 6                                    | 5                                    | 3                                    | 10                                   | 14                                   |                                      | 24   | 7    |

### Speedcar
| Rok  | Zespół         | Samochód    | Wyniki w poszczególnych eliminacjach | Wyniki w poszczególnych eliminacjach | Wyniki w poszczególnych eliminacjach | Wyniki w poszczególnych eliminacjach | Wyniki w poszczególnych eliminacjach | Wyniki w poszczególnych eliminacjach | Wyniki w poszczególnych eliminacjach | Wyniki w poszczególnych eliminacjach | Wyniki w poszczególnych eliminacjach | Pkt. | Msc. |
| ---- | -------------- | ----------- | ------------------------------------ | ------------------------------------ | ------------------------------------ | ------------------------------------ | ------------------------------------ | ------------------------------------ | ------------------------------------ | ------------------------------------ | ------------------------------------ | ---- | ---- |
| 2008 |                |             | Indonezja                            | Indonezja                            | Malezja                              | Malezja                              | Bahrajn                              | Bahrajn                              | Zjednoczone Emiraty Arabskie         | Zjednoczone Emiraty Arabskie         |                                      | 0    | 18   |
| 2008 | Phoenix Racing | Speedcar V8 | –                                    | –                                    | –                                    | –                                    | 11                                   | 9                                    | –                                    | –                                    |                                      | 0    | 18   |
| 2009 |                |             | Zjednoczone Emiraty Arabskie         | Bahrajn                              | Bahrajn                              | Katar                                | Katar                                | Zjednoczone Emiraty Arabskie         | Zjednoczone Emiraty Arabskie         | Bahrajn                              | Bahrajn                              | 44   | 4    |
| 2009 | Phoenix Racing | Speedcar V8 | 2                                    | –                                    | –                                    | –                                    | –                                    | –                                    | –                                    | –                                    | –                                    | 44   | 4    |
| 2009 | Team Lavaggi   | Speedcar V8 | –                                    | 2                                    | 4                                    | NU                                   | 5                                    | 3                                    | 4                                    | 2                                    | 12                                   | 44   | 4    |

### ADAC GT Masters
| Rok  | Zespół               | Samochód                  | Wyniki w poszczególnych eliminacjach | Wyniki w poszczególnych eliminacjach | Wyniki w poszczególnych eliminacjach | Wyniki w poszczególnych eliminacjach | Wyniki w poszczególnych eliminacjach | Wyniki w poszczególnych eliminacjach | Wyniki w poszczególnych eliminacjach | Wyniki w poszczególnych eliminacjach | Wyniki w poszczególnych eliminacjach | Wyniki w poszczególnych eliminacjach | Wyniki w poszczególnych eliminacjach | Wyniki w poszczególnych eliminacjach | Wyniki w poszczególnych eliminacjach | Wyniki w poszczególnych eliminacjach | Wyniki w poszczególnych eliminacjach | Wyniki w poszczególnych eliminacjach | Pkt. | Msc. |
| ---- | -------------------- | ------------------------- | ------------------------------------ | ------------------------------------ | ------------------------------------ | ------------------------------------ | ------------------------------------ | ------------------------------------ | ------------------------------------ | ------------------------------------ | ------------------------------------ | ------------------------------------ | ------------------------------------ | ------------------------------------ | ------------------------------------ | ------------------------------------ | ------------------------------------ | ------------------------------------ | ---- | ---- |
| 2011 |                      |                           | Niemcy                               | Niemcy                               | Niemcy                               | Niemcy                               | Belgia                               | Belgia                               | Niemcy                               | Niemcy                               | Austria                              | Austria                              | Niemcy                               | Niemcy                               | Holandia                             | Holandia                             | Niemcy                               | Niemcy                               | 16   | 30   |
| 2011 | Callaway Competition | Chevrolet Corvette Z06    | 19                                   | NU                                   | 13                                   | 17                                   | 21                                   | 15                                   | 12                                   | 29                                   | NU                                   | 4                                    | 22                                   | 9                                    | 18                                   | 19                                   | 9                                    | 16                                   | 16   | 30   |
| 2012 |                      |                           | Niemcy                               | Niemcy                               | Holandia                             | Holandia                             | Niemcy                               | Niemcy                               | Niemcy                               | Niemcy                               | Austria                              | Austria                              | Niemcy                               | Niemcy                               | Niemcy                               | Niemcy                               | Niemcy                               | Niemcy                               | 48   | 17   |
| 2012 | Callaway Competition | Chevrolet Corvette Z06    | 34                                   | NU                                   | NU                                   | 7                                    | 6                                    | NU                                   | 37                                   | 22                                   | 5                                    | 4                                    | NU                                   | –                                    | NU                                   | 6                                    | 8                                    | 14                                   | 48   | 17   |
| 2014 |                      |                           | Niemcy                               | Niemcy                               | Holandia                             | Holandia                             | Niemcy                               | Niemcy                               | Austria                              | Austria                              | Słowacja                             | Słowacja                             | Niemcy                               | Niemcy                               | Niemcy                               | Niemcy                               | Niemcy                               | Niemcy                               | 6    | 36   |
| 2014 | HTP Motorsport       | Mercedes-Benz SLS AMG GT3 | 21                                   | 7                                    | 14                                   | NU                                   | NU                                   | 13                                   | 22                                   | 12                                   | –                                    | –                                    | –                                    | –                                    | –                                    | –                                    | –                                    | –                                    | 6    | 36   |

### Podsumowanie startów
| Rok  | Seria                                    | Zespół                         | Wyś. | Zw. | PP | NO | Podia | Pkt. | Msc. |
| ---- | ---------------------------------------- | ------------------------------ | ---- | --- | -- | -- | ----- | ---- | ---- |
| 1986 | Niemiecka Formuła Ford 2000              | Eifelland Racing-Albert Hamper | ?    | ?   | ?  | ?  | ?     | ?    | ?    |
| 1987 | Niemiecka Formuła Ford 2000              | Eifelland Racing-Albert Hamper | 12   | 2   | 4  | 2  | 7     | 328  | 2    |
| 1988 | Niemiecka Formuła Opel Lotus             | Jochen Mass Junior Team        | 14   | 7   | 9  | 0  | 8     | 128  | 1    |
| 1988 | Formuła EFDA GM Lotus Euroseries         | Jochen Mass Junior Team        | ?    | 2   | ?  | 1  | 3     | 56   | 6    |
| 1989 | Niemiecka Formuła 3                      | Team JSK Baumanagement         | 12   | 3   | 3  | 1  | 6     | 163  | 2    |
| 1989 | Brytyjska Formuła 3                      | Watson's Hong Kong Team        | 1    | 0   | 0  | 0  | 0     | 0    | –    |
| 1989 | Grand Prix Makau                         | Team Schübel                   | 1    | 0   | 0  | 0  | 0     | 0    | –    |
| 1990 | Międzynarodowa Formuła 3000              | Eddie Jordan Racing            | 10   | 0   | 0  | 0  | 0     | 3    | 18   |
| 1990 | Mistrzostwa Świata Prototypów            | Team Sauber Mercedes           | 1    | 0   | 0  | 0  | 1     | 6    | 15   |
| 1990 | Grand Prix Makau                         | Team Schübel                   | 1    | 0   | 0  | 0  | 0     | 0    | –    |
| 1991 | Międzynarodowa Formuła 3000              | Vortex Motorsport              | 9    | 0   | 0  | 0  | 0     | 5    | 14   |
| 1992 | Japońska Formuła 3000                    | Team Nova                      | 3    | 0   | 0  | 0  | 1     | 5    | 14   |
| 1992 | Porsche Carrera Cup Deutschland          | Porsche AG                     | 2    | 0   | 0  | 0  | 0     | 0    | –    |
| 1992 | Mistrzostwa Świata Samochodów Sportowych | Euro Racing                    | 2    | 0   | 0  | 0  | 0     | 16   | 15   |
| 1992 | 24h Le Mans                              | Euro Racing                    | 1    | 0   | 0  | 0  | 0     | 0    | 13   |
| 1992 | Mistrzostwa Japonii Prototypów           | From A Racing                  | 1    | 0   | 0  | 0  | 1     | 15   | 20   |
| 1993 | Japońska Formuła 3000                    | Team Nova                      | 10   | 0   | 1  | 2  | 1     | 8    | 9    |
| 1994 | Formuła 1                                | Sauber Mercedes                | 15   | 0   | 0  | 0  | 0     | 7    | 13   |
| 1995 | Formuła 1                                | Red Bull Sauber Ford           | 17   | 0   | 0  | 0  | 1     | 15   | 9    |
| 1996 | Formuła 1                                | Red Bull Sauber Ford           | 16   | 0   | 0  | 0  | 0     | 7    | 12   |
| 1997 | Formuła 1                                | Rothmans Williams Renault      | 17   | 1   | 1  | 6  | 7     | 42   | 2    |
| 1998 | Formuła 1                                | Winfield Williams              | 16   | 0   | 0  | 0  | 1     | 17   | 7    |
| 1999 | Formuła 1                                | Benson & Hedges Jordan         | 16   | 2   | 1  | 0  | 6     | 54   | 3    |
| 2000 | Formuła 1                                | Benson & Hedges Jordan         | 16   | 0   | 0  | 0  | 2     | 11   | 9    |
| 2001 | Formuła 1                                | Benson & Hedges Jordan Honda   | 15   | 0   | 0  | 0  | 0     | 6    | 13   |
| 2001 | Formuła 1                                | Prost Acer                     | 15   | 0   | 0  | 0  | 0     | 6    | 13   |
| 2002 | Formuła 1                                | Orange Arrows                  | 12   | 0   | 0  | 0  | 0     | 2    | 18   |
| 2002 | Formuła 1                                | Sauber Petronas                | 12   | 0   | 0  | 0  | 0     | 2    | 18   |
| 2003 | Formuła 1                                | Sauber Petronas                | 16   | 0   | 0  | 0  | 1     | 13   | 11   |
| 2004 | DTM                                      | OPC Team Holzer                | 11   | 0   | 0  | 0  | 0     | 3    | 14   |
| 2005 | DTM                                      | GMAC Stern Team OPC            | 11   | 0   | 0  | 0  | 2     | 17   | 8    |
| 2006 | DTM                                      | Audi Sport Team Abt            | 10   | 0   | 1  | 0  | 2     | 24   | 7    |
| 2008 | Speedcar Series                          | Phoenix Racing                 | 2    | 0   | 0  | 0  | 0     | 0    | –    |
| 2008 | 24h Nürburgring                          | Hybrid Racing AG               | 1    | 0   | 0  | 0  | 0     | 0    | –    |
| 2008 | 24h Le Mans                              | Aston Martin Racing            | 1    | 0   | 0  | 0  | 0     | 0    | 16   |
| 2009 | Speedcar Series                          | Phoenix Racing                 | 9    | 0   | 2  | 3  | 4     | 44   | 4    |
| 2009 | Speedcar Series                          | Team Lavaggi                   | 9    | 0   | 2  | 3  | 4     | 44   | 4    |
| 2011 | ADAC GT Masters                          | Callaway Competition           | 16   | 0   | 0  | 0  | 0     | 16   | 30   |
| 2012 | Porsche Carrera Cup Australia            | Porsche Cars Australia         | 3    | 0   | 0  | 0  | 0     | 0    | –    |
| 2012 | ADAC GT Masters                          | Callaway Competition           | 15   | 0   | 0  | 0  | 0     | 48   | 17   |
| 2014 | ADAC GT Masters                          | HTP Motorsport                 | 8    | 0   | 0  | 0  | 0     | 6    | 25   |